# 反美

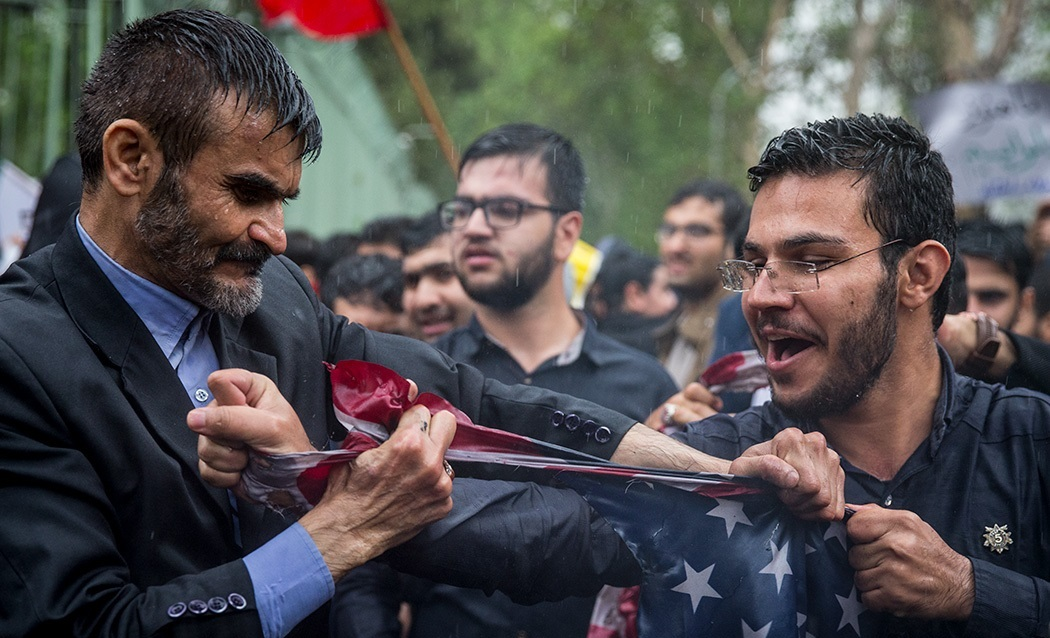
美国退出伊朗核协议后，两名伊朗示威者在一场反美集会上撕扯美国国旗

反美是指对美国政府、人民或者其生活方式或美国的政策的抱持反感甚至作出武力報復。仅仅对美国的政策或者上述任何单一的一个原因并不能称为反美主义，只是一種反美情緒。只有当个人或团体将这些因素看成是普遍到已经影响其本身的价值观时才称为反美主義，而作出武力報復的更多演變成反美戰爭。
反美主义包含了很多内容，例如政治（反帝国主义），经济（反资本主义），宗教（反基督教或反世俗主义），文化（反好莱坞電影文化霸权）或者道德（反西方的价值观）。不论是美国人还是非美国人都有可能有反美主义倾向。
进入20世纪60年代后，反美主义大多数是对大美國主義、美国文化、經濟等各方面「帝国主义」、「霸權主義」的不满。
| 国别   | 正面 | 负面 | 中立 | 正负面差 |
| ------ | ---- | ---- | ---- | -------- |
| 中國   | 18%  | 77%  | 5%   | -59      |
| 加拿大 | 40%  | 47%  | 13%  | -7       |
|        | 43%  | 44%  | 13%  | -1       |
| 俄羅斯 | 43%  | 41%  | 16%  | +2       |
|        | 47%  | 39%  | 14%  | +8       |
| 德国   | 46%  | 37%  | 17%  | +9       |
| 英国   | 46%  | 37%  | 17%  | +9       |
| 法國   | 46%  | 29%  | 25%  | +17      |
| 西班牙 | 51%  | 31%  | 18%  | +20      |
| 日本   | 55%  | 22%  | 23%  | +33      |
| 義大利 | 59%  | 26%  | 15%  | +33      |
| 墨西哥 | 68%  | 18%  | 14%  | +50      |
| 美国   | 78%  | 17%  | 5%   | +61      |
| 巴西   | 74%  | 11%  | 15%  | +63      |
| 印度   | 79%  | 10%  | 11%  | +69      |

## 词源
在牛津词典中，“反美主义”一词被定义为“对美国利益的敌意”。
在《韦伯斯特美国英语词典》第一版（1828）中，“反美”一词被定义为“反对美国，或美国的真正利益或政府，反对美国的革命”。
在法国，名词antiamericanisme 的使用从1948年开始就被编入目录，在20世纪50年代进入普通政治语言。

## 原因
美国军事学院前教授布拉德利·鲍曼认为，美国海外军事设施和驻扎部队是“反美主义的主要催化剂”。其他研究发现美国军事基地的存在与基地组织招募人员之间存在联系。这些军事基地经常被专制政府的反对者用来煽动针对统治阶级和美国的愤怒、抗议和民族主义热情。乔安·奇里科表示，这反过来又引起了华盛顿的担忧，即民主过渡可能导致基地关闭，这往往会鼓励美国扩大对独裁独裁政府的支持。这项研究表明，结果可能是美国支持的抗议和镇压的加剧循环。1958年，艾森豪威尔与幕僚讨论了他所说的阿拉伯世界“针对我们的仇恨运动”，“不是政府发起的，而是人民发起的”。美国国家安全委员会得出的结论是，这是因为人们认为美国支持腐败和残暴的政府，反对政治和经济发展“以保护其在近东石油的利益”。《华尔街日报》在调查9月11日袭击事件后富人和西方穆斯林的看法后得出了类似的结论。有鉴于此，外交关系委员会恐怖主义项目负责人认为，美国对埃及和沙特阿拉伯等专制政权的支持无疑是阿拉伯世界反美情绪的一个主要因素。

## 解释
BBC世界台2017年对19个国家进行的一项民意调查显示，其中4个国家对美国的影响力给予正面评价，14个国家给予负面评价，还有一个国家存在分歧。
2010年代末，加拿大、拉丁美洲、中东和欧盟的反美情绪有所抬头，部分原因是唐纳德·特朗普政府的政策在全球范围内极不受欢迎，但许多国家和地区的反美情绪并不高。2020年乔·拜登当选新总统后，全球对美国的总体看法再次恢复积极。
对反美主义的解读常常两极分化。匈牙利出生的美国社会学家保罗·霍兰德将反美主义描述为“对美国社会、经济和政治制度、传统和价值观的不懈批判冲动”。
德国报纸出版商和政治学家约瑟夫·乔夫提出了这一现象的五个经典方面：将美国人贬低为刻板印象，认为美国具有无可救药的邪恶本性，将美国当权者归咎于一个旨在完全统治全球的巨大阴谋力量，掌握着美国的权力。美国应对世界上的所有罪恶负责，并寻求通过摧毁美国或通过切断自己和社会与其污染产品和做法的联系来限制美国的影响力。其他拥护该术语重要性的人认为，反美主义代表了一种连贯而危险的意识形态潮流，与反犹太主义相类似。反美主义也被描述为试图将美国外交政策的后果作为美国道德失败的证据，而不是复杂外交政策可能导致的失败。
然而，布伦登·奥康纳指出，对该主题的研究“不完整且印象主义”，并且经常片面攻击反美主义作为一种非理性立场。美国学者诺姆·乔姆斯基是美国及其政策的批评者，他断言，该术语在美国的使用与极权国家或军事独裁国家所使用的方法相似。他将该词与“反苏联主义”进行比较，例如，克里姆林宫用来压制持不同政见者或批评思想的标签。
“反美”这个概念很模糊。对应的只有在极权国家或军事独裁国家中使用……因此，在旧苏联，持不同政见者被谴责为“反苏”。这是极权主义本能根深蒂固的人们的自然用法，他们将国家政策与社会、人民和文化联系起来。相比之下，即使是有一点民主观念的人，也会对这种观念表示嘲笑和蔑视。
有人试图承认这两种立场。法国学者皮埃尔·娇兰认为，这个词代表了两种截然不同的倾向：“一种是系统主义或本质主义，这是针对所有美国人的一种偏见。另一种是指对美国的批评被贴上‘反美’标签的方式。” 美国政策的支持者在意识形态上试图抹黑他们的对手”。娇兰认为，这两种“理想类型”的反美主义有时会融合在一起，从而使对这一现象的讨论变得特别困难。其他学者认为，针对特定国家和时期的多种反美主义比任何广泛的概括更能准确地描述这一现象。广泛使用的“反美情绪”不太明确地暗示了一种意识形态或信仰体系。
在全球范围内，反美态度的增加可能与特定的政策或行动有关，例如越南战争和伊拉克战争。出于这个原因，批评者有时认为这个标签是一个宣传术语，用来驳斥对美国的任何非理性谴责。美国历史学家马克斯·保罗·弗里德曼写道，纵观美国历史，反美一词一直被滥用，用来压制国内异议并使任何外国批评合法化。根据德国历史学家达流斯·哈沃特的分析，该术语如今主要用于通过试图抹黑反对美国政策的观点来压制辩论。

## 历史

### 18世纪和19世纪

#### 简并论
18世纪中后期，一些欧洲知识分子中出现了一种理论，认为新世界的陆地本质上不如欧洲。所谓“退化论”的支持者认为，美国的极端气候、湿度和其他大气条件削弱了人类和动物的体质。美国作家詹姆斯·W·凯瑟和法国作家菲利普·罗杰将这一理论解释为“一种反美主义的史前史”，并且（用菲利普·罗杰的话说）自18世纪以来一直是历史的“常数”，或者又是一个无休止重复的“语义”。其他人，如弗朗索瓦·雷维尔，研究了这种“时尚”意识形态背后隐藏的内容。据称支持这一观点的证据包括美洲动物群的规模较小、停止吠叫的狗和有毒植物；提出的一种理论是，新世界从圣经洪水中出现的时间晚于旧世界。美洲原住民也被认为是软弱、矮小、缺乏热情。
该理论最初由法国著名博物学家布丰伯爵在他的《自然史》（1766）中提出。法国作家伏尔泰与布冯等人一起提出了这一论点。普鲁士腓特烈二世的宫廷哲学家荷兰人科尼利厄斯·德·鲍成为其主要支持者。布冯关注的是美国的生物环境，而德鲍则攻击了美洲大陆的原住民。詹姆斯·凯泽指出，谴责美国不如欧洲的部分原因是德国政府担心大规模移民。德堡被要求让德国人相信新世界是低等的。众所周知，德保罗也以类似的方向影响了哲学家伊曼纽尔·康德。
德堡说，新世界不适合人类居住，因为它“受到自然的不青睐，它所包含的一切要么是堕落的，要么是可怕的”。他断言，“地球充满了腐烂，充满了蜥蜴、蛇、蛇、爬行动物和昆虫”。从长远来看，他宣布他“确信征服新世界……是降临到人类身上的最大的不幸。”
该理论使其支持者更容易辩称，美国的自然环境将阻止其产生真正的文化。法国百科全书作家阿贝·雷纳尔在1770年写道，“美国尚未产生一位优秀的诗人、一位能干的数学家、一位在单一艺术或单一科学领域的天才”，与德鲍的观点相呼应。该理论遭到亚历山大·汉密尔顿、本杰明·富兰克林和托马斯·杰斐逊等早期美国思想家的争论和拒绝。杰斐逊在他的《弗吉尼亚州笔记》（1781）中，从科学的角度对德布冯进行了详细的反驳。汉密尔顿也在《联邦党人文集》第11号（1787年）中强烈谴责了这一想法。
一位批评家引用雷纳尔的想法，认为它特别扩展到后来成为美国的十三个殖民地。
罗杰认为，退化的概念提出了一个象征性的、科学的美国，它的发展将超越最初的论点。 他认为，布冯的思想构成了“负面话语分层”的根源，这种分层在两国关系的历史中反复出现（并且与美国持续存在的仇视法语相匹配）。

#### 文化
布伦丹·奥康纳表示，一些欧洲人批评美国人缺乏“品味、优雅和文明”，而且性格厚颜无耻、傲慢。英国作家弗朗西斯·特罗洛普在1832年出版的《美国人的家庭礼仪》一书中指出，英国人和美国人之间最大的区别是“缺乏文雅”，并解释说：“那种文雅消除了我们本性中越来越粗鲁的部分.在美国是未知的和做梦也想不到的”。据一位消息人士称，她的叙述“比之前或之后外国观察家写的任何一本书都更成功地激怒了美国人”。英国作家玛丽亚特船长在《美国日记及其制度评论》（1839）中的批评性叙述也引起了争议，特别是在底特律，作者的肖像和他的书被烧毁。其他批评美国文化和礼仪的作家包括法国主教塔列朗和英国查尔斯·狄更斯。狄更斯的小说《马丁·查兹勒维特》对美国生活的猛烈讽刺。
1848年革命和随后的欧洲阶级斗争之后，美国人的怨恨根源显而易见。1869年，瑞典移民汉斯·马特森在访问他的出生国后观察到:
“……贵族阶层，尤其是公职人员对美国以及与之相关的一切的无知、偏见和仇恨是不可原谅的，也是荒谬的。他们声称美国的一切都是骗人的，这是 流氓、骗子和流氓的天堂，不可能有什么好结果。"
在美国呆了7年后，瑞典人、隆德大学毕业生恩斯特·斯卡斯泰特于1885年返回瑞典。他抱怨说，在上流社会圈子里，如果他“讲述一些关于美国的事情，可能会发生这样的情况：他被告知这不可能是这样，或者这个问题在瑞典得到了更好的理解。”1886年自由女神像的落成巩固了“新巨人”作为“拥挤的群众”的灯塔的地位，他们拒绝旧世界的“传奇盛况”。
西蒙·沙马在2003年观察到：“到19世纪末，丑陋的美国人的刻板印象——贪婪、爱说教、唯利是图、夸夸其谈的沙文主义——在欧洲根深蒂固。”奥康纳认为，这种偏见植根于欧洲优雅的理想化形象，而欧洲高雅文化与美国粗俗相对立的观念并没有消失。

#### 政治与意识形态
美国还面临政治和意识形态方面的批评。凯瑟认为，欧洲思想和文学的浪漫主义倾向敌视启蒙运动的理性观，痴迷于历史和民族性格，蔑视理性主义的美国计划。德国诗人尼古拉斯·莱瑙评论道：“用Bodenlosigkeit（缺乏基础）这个表达，我想我能够表明所有美国机构的一般特征；我们所说的祖国在这里只是一个财产保险计划”。凯瑟在他的文章中指出，此类评论经常重新利用堕落语言，而偏见只集中在美国，而不是加拿大或墨西哥。莱瑙于1833年移民到美国，发现这个国家没有实现他的理想，于是他于次年返回德国。他在美国的经历是德国同胞费迪南德·库恩伯格所著小说《美国疲惫》(1855) 的主题。
美国民主的本质也受到质疑。根据朱迪·鲁宾的说法，人们的情绪是，这个国家缺乏“君主、贵族、强大的传统、官方宗教或严格的阶级制度”，而其民主制度在19世纪初被一些欧洲人攻击为堕落的、是一种嘲讽，以及失败。许多欧洲保守派所厌恶的法国大革命也牵涉到美国以及根据抽象和普遍原则制定宪法的想法。鉴于该国是在奴隶制奴隶制下建立的，因此该国旨在成为自由堡垒的说法也被视为具有欺骗性。“我们怎么会听到黑人司机呼喊自由的最响亮的声音？” 塞缪尔·约翰逊于1775年问道。他有句名言：“我愿意爱全人类，除了美国人”。

### 20世纪

#### 知识分子

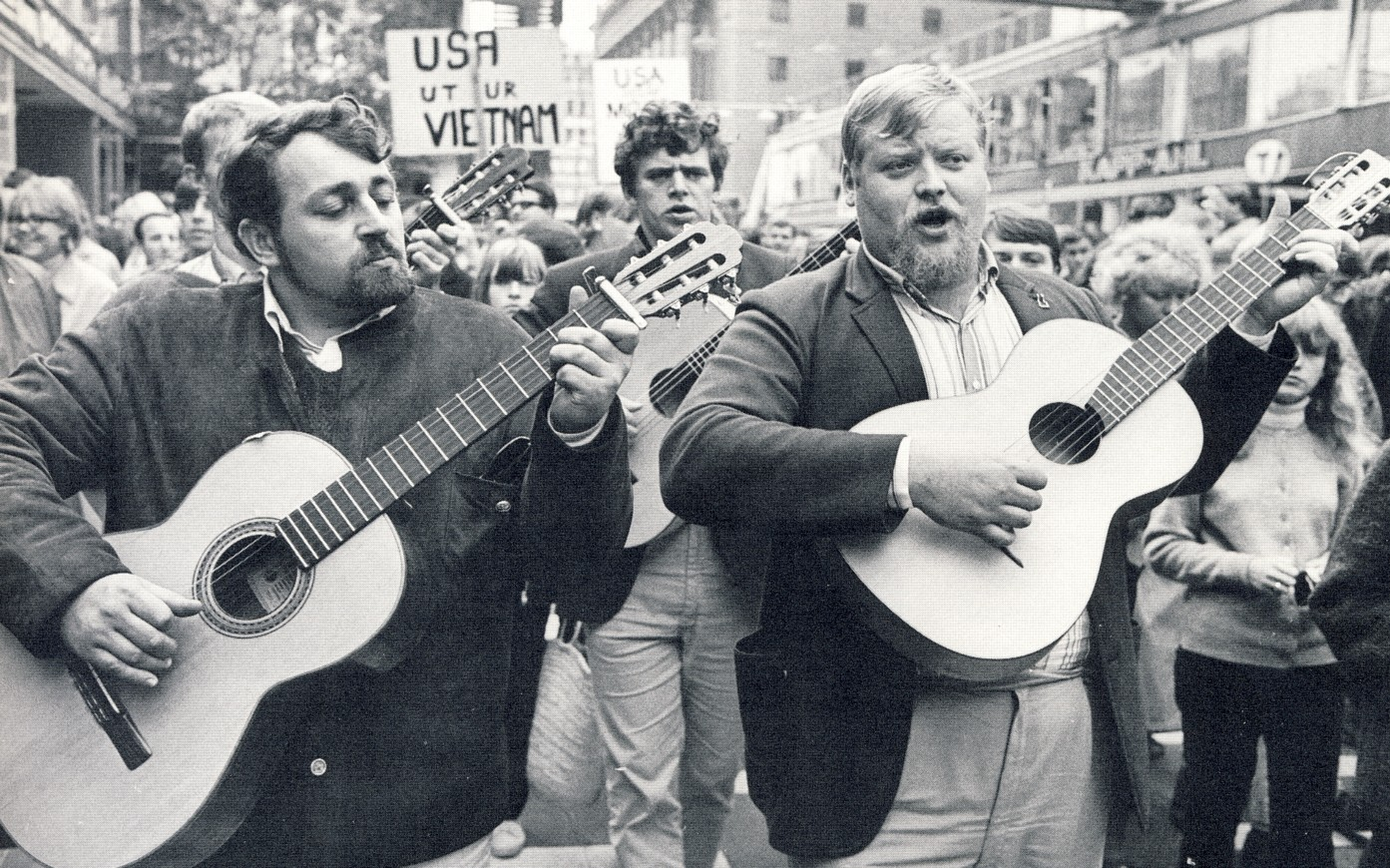
1965年，瑞典斯德哥尔摩举行的反对越南战争的抗议游行

西格蒙德·弗洛伊德具有强烈的反美情绪。历史学家彼得·盖伊说，弗洛伊德“不分青红皂白地、充满想象力地猛烈地攻击美国人，是在宣泄一些内心的需要”。盖伊认为弗洛伊德的反美主义根本不是关于美国。
许多作者继续发起攻击。法国作家路易斯-费迪南德·席琳谴责美国。德国诗人赖纳·玛丽·里尔克写道，“我不再爱巴黎，部分原因是它正在毁容并美国化自己”。

#### 共产主义批评
直到1991年苏联解体之前，苏联和其他共产主义国家都强调资本主义是共产主义的大敌，并将美国视为资本主义的领导者。他们支持者和同情者煽动反美主义。罗素·伯曼指出，在19世纪中叶，“马克思本人在很大程度上钦佩美国资本主义和民主的活力，并没有参与成为20世纪共产主义意识形态标志的反美主义”。奥康纳认为，“共产主义代表了最鲜明的反美主义——一种挑战自由市场、私有财产、有限政府和个人主义的连贯世界观”。美国过去和现在都受到当代社会主义国家和帝国主义运动的严厉批评，特别是作为对美国参与政权更迭的反应。以朝鲜为例，反美主义不仅来自意识形态上对美国及其行动的反对，而且还源于朝鲜战争中的生物战和轰炸朝鲜的指控。
贝尔托·布莱希特和让·保罗·萨特等西方作家批评了美国，并吸引了大量读者，尤其是左派人士。法国作家让·弗朗索瓦·雷维尔在其《反美主义》（2003）中指出，反美主义主要源于反资本主义，而这种批评也来自于非共产主义、极权主义政权。
美国在俄国内战期间受到米尔赛德·苏丹·加利耶夫等共产党人的批评和谴责，理由是美国是一个移民国家。加利耶夫特别强调了美国本土的种族灭绝和奴隶制。美国对待土著和非裔美国人等少数群体的方式将在整个20世纪持续成为美国反对和批评的焦点。
东德政权强加了官方的反美意识形态，这反映在其所有媒体和所有学校中。任何表示支持西方的人都会受到史塔西的调查。官方路线遵循列宁的帝国主义理论，即资本主义的最高和最后阶段，以及季米特洛夫的法西斯主义理论，即最反动分子的独裁统治：金融资本主义。党的官方路线称，反希特勒联盟的解体是美国造成的。它现在是全世界反动势力的堡垒，严重依赖好战来为“华尔街杀人犯组成的恐怖国际”谋取利益。东德人被告知，他们可以在对抗美国人的前线发挥英雄作用。然而，自由欧洲电台等西方媒体和西德媒体的反美情绪可能有限。中共官方媒体嘲笑美国文化的现代主义和世界主义，诋毁美国生活方式的特征，特别是爵士乐和摇滚乐。

#### 法西斯主义批评
欧洲法西斯分子借鉴阿瑟·德·戈比诺思想，谴责移民对美国人口种族结构的所谓退化影响。 纳粹哲学家阿尔弗雷德·罗森伯格认为，美国的种族混合使其不如种族纯正的国家。
反犹太主义是这些批评的另一个因素。在二战之前和二战期间法西斯统治的国家中，普遍认为美国是通过犹太游说团被犹太人阴谋控制的。犹太人被认为是美国统治世界计划背后的主人，也被视为计划利用爵士乐来消除种族差异。阿道夫·希特勒驳斥了美国作为德国敌人的威胁，认为其种族混合不连贯；将美国人视为“杂种”、“半犹太化”和“半黑人化”。
1941年12月11日，希特勒在国会大厦发表讲话，向美国宣战，并痛斥美国总统富兰克林·D·罗斯福。
"他（罗斯福）在他周围的犹太人圈子（政治转移）中得到了加强，他们怀着旧约般的狂热，相信美国可以成为为欧洲国家准备另一个普珥节的工具，而欧洲国家正变得越来越强大。反犹太人的正是犹太人，以其十足的撒旦邪恶，聚集在罗斯福周围，但这个人也向他们伸出了援手。”
1944年，随着战争基本走向失败，党卫军在《黑军团》周刊上发表了一篇恶毒的文章，题为“美国主义的危险”，批评并描述了美国娱乐业，因为它被认为是由犹太人拥有的：“美国主义是这是一种绝妙的去政治化方法。犹太人利用爵士乐和电影、杂志和色情内容、黑帮行为和自由恋爱以及一切不正当的欲望，让美国人民心烦意乱，以至于不关心自己的命运”。
1944年纳粹向荷兰观众分发的“解放者”海报展示了纳粹宣扬的反美态度的多种元素。标题“解放者”指的是盟军攻击德国的常见理由，海报将这种“解放”描述为对欧洲城市的破坏。 这位艺术家是挪威人哈拉尔德·达姆斯莱斯，他曾在挪威被德国占领期间为纳粹德国工作。

### 21世纪

#### 911袭击

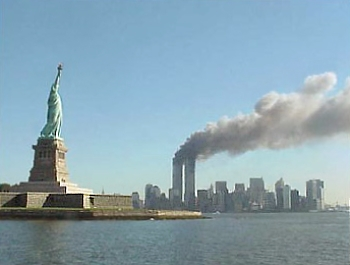
9/11：世贸中心双塔着火

布伦登·奥康纳和马丁·格里菲斯2006年出版的一本名为《反美主义的崛起》的书中表示，9月11日的袭击是“典型的反美行为，满足了反美主义的定义”。他们问道：“如果9/11事件可以被视为反美主义的典范，那么暗示所有反美人士都与恐怖主义同谋是否有意义？”但阿富汗在内的伊斯兰国家的大多数领导人都谴责袭击事件。萨达姆·侯赛因领导的伊拉克复兴党是一个明显的例外，其立即发表官方声明称“美国正在收获反人类罪的果实”。
9/11袭击事件后，欧洲对美国表示高度同情。 北约首次援引条约第五条，一致支持美国，将对美国的攻击视为对所有国家的攻击。北约和美国军队入侵阿富汗。2003年，当美国决定入侵并推翻伊拉克政权时，它赢得了欧洲的一些支持，特别是英国政府的支持，但也遭到了以德国和法国政府为首的强烈反对。康拉德·雅劳什认为，在支持民主和人权等基本问题上存在基本共识，但美国的“自由主义、个人主义、市场观与欧洲更集权、集体主义、福利心态”之间的差距越来越大。

#### 美国计算机技术
反美主义日益增长的原因之一是对美国互联网技术普及的恐惧。这可以追溯到英国或德国的第一台计算机，美国都已将所有的创新商业化。
自2008年以来，美国化通过广泛的高速互联网和智能手机技术取得了进步，并且很大一部分新应用程序和硬件是在美国设计的。在欧洲，人们越来越担心谷歌、Facebook、Twitter、苹果和优步以及许多其他美国互联网公司的过度美国化。欧洲各国政府越来越多地表达了对美国新巨头的隐私问题以及反垄断和税收问题的担忧。人们担心他们严重逃税，并发布可能违反欧洲隐私法的信息。《华尔街日报》2015年报道“欧洲最高政策圈子对美国科技公司的实力深感担忧。”

#### 缓和反美主义
某些事件也有助于消除反美主义。2015年，美国司法部对国际足联进行了反腐败行动，逮捕了多名长期涉嫌贿赂和腐败的世界顶级足球领导人。在这种情况下，美国政府自我定位的“世界警察”角色赢得了国际社会的广泛支持。

## 地区反美主义

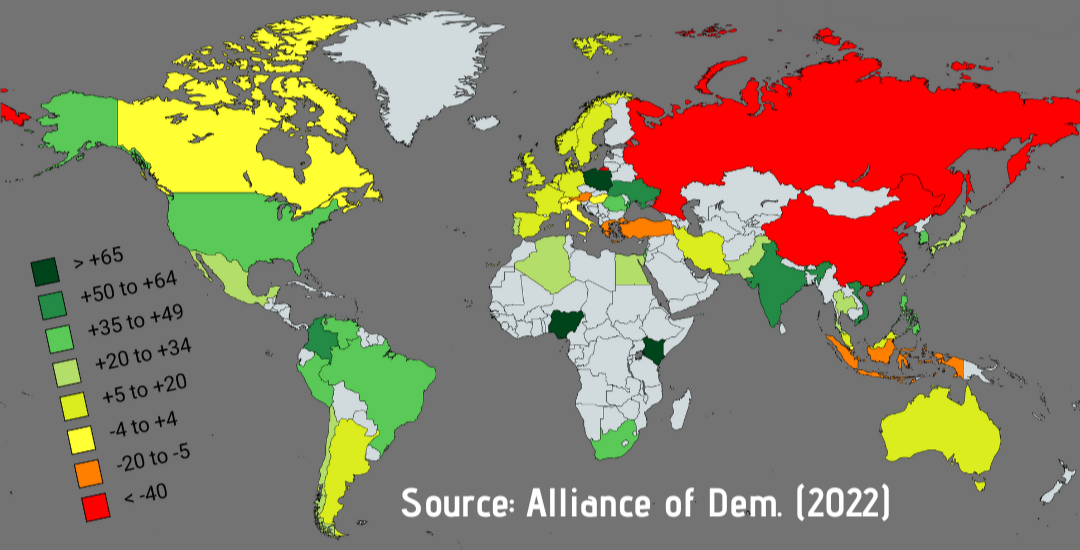
对美国的舆论（2022）

### 欧洲
最近的民意调查显示，伊拉克战争后以及美国近年来的政策导致欧洲的反美情绪有所增加。在欧盟国家之间进行的欧洲晴雨表调查显示，欧洲人认为美国对全球和平的风险高于伊朗和朝鲜。

#### 东欧

##### 俄罗斯

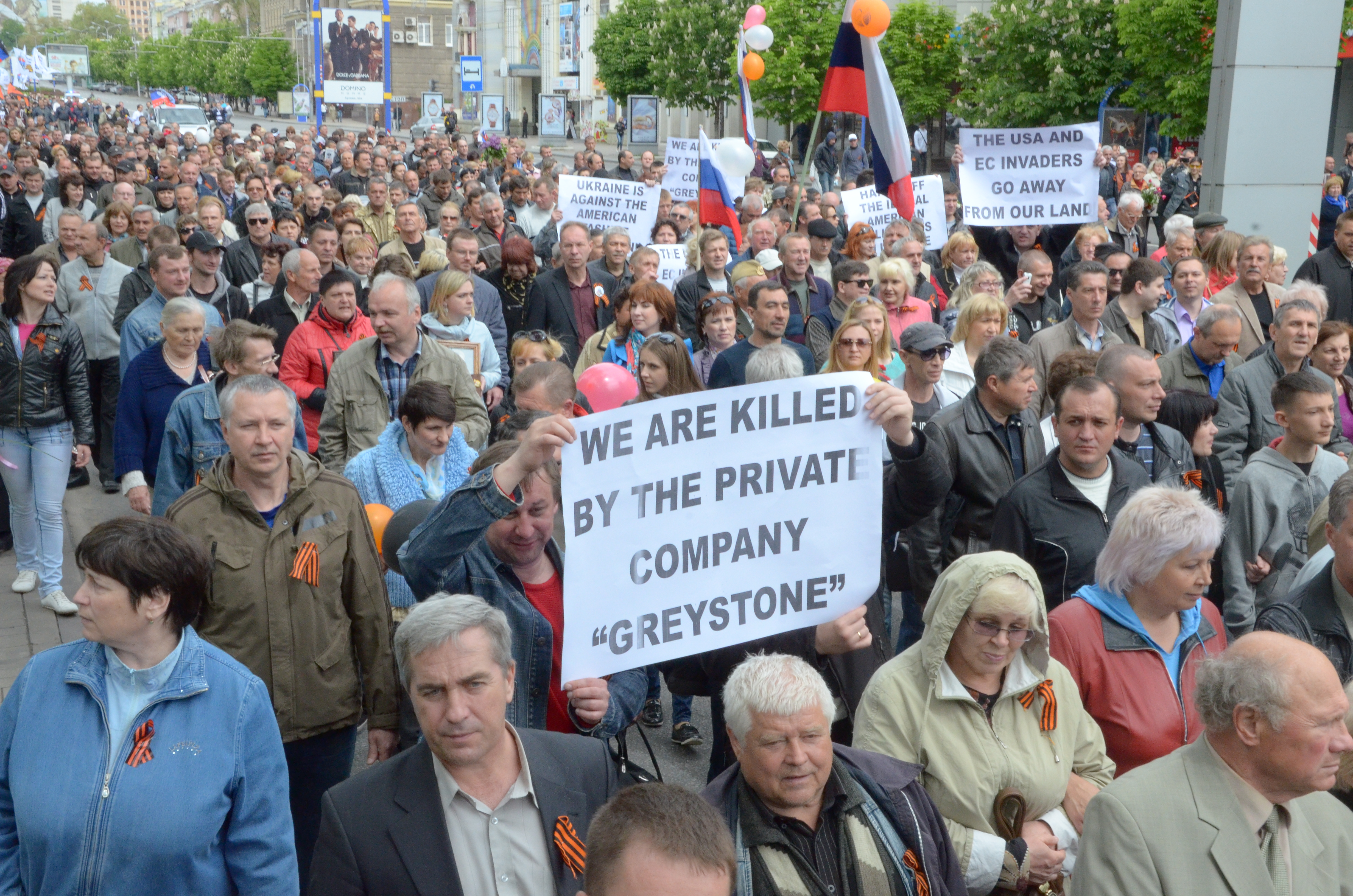
2014 年5月9日的胜利日，被占领的乌克兰顿涅茨克，举反美口号的示威者

俄罗斯有着悠久的反美主义历史，可以追溯到1917年的布尔什维克革命。早在1919年，苏俄领导人弗拉基米尔·列宁就曾向红军士兵发表讲话，声称“英国、法国和美国的资本家对俄罗斯发动了战争”。布尔什维克还利用山姆大叔的形象将白俄军队描绘成外国支持的军队。
2013年，30%的俄罗斯人对美国人持“非常不利”或“有些不利”的看法，40%的人对美国持“非常不利”或“有些不利”的看法，高于2012年的34%。列瓦达中心最近的民意调查显示，71%的俄罗斯人对美国至少持某种负面态度，高于2013年的38%。这是自苏联解体以来最高的数字。2015年，列瓦达中心的一项新民意调查显示，81%的俄罗斯人现在对美国持负面看法，可能由于美国和西方因俄乌战争而对俄罗斯实施制裁的结果。据报道，俄罗斯的反美情绪达到冷战结束以来的最高水平。芝加哥议会及其俄罗斯合作伙伴列瓦达中心2017年12月进行的一项调查显示，78%的“接受调查的俄罗斯人表示美国对俄罗斯政治进行了‘大量’或‘相当程度’的干预”，只有24%的俄罗斯人表示他们对美国持积极看法，81%的“俄罗斯人表示他们认为美国正在世界舞台上削弱俄罗斯。”
列瓦达中心公布的调查结果显示，截至2018年8月，随着俄美关系的发展，俄罗斯人对美国的看法越来越积极。2018年7月在赫尔辛基举行的峰会。《莫斯科时报》报道称，“自2014年以来首次，表示对美国抱有“积极”情绪的俄罗斯人数量 (42%) 超过了表示对美国抱有“消极”情绪的俄罗斯人数量 (40%)。”2020年2月，46%的受访俄罗斯人表示他们对美国持负面看法。根据皮尤研究中心的数据，“18至29岁的俄罗斯人中有57%对美国有好感，而50岁及以上的俄罗斯人中只有15%。”2019年，只有20%的俄罗斯人对美国总统唐纳德·特朗普有好感，14%的俄罗斯人表示完全赞同唐纳德·特朗普的政策。

#### 西欧

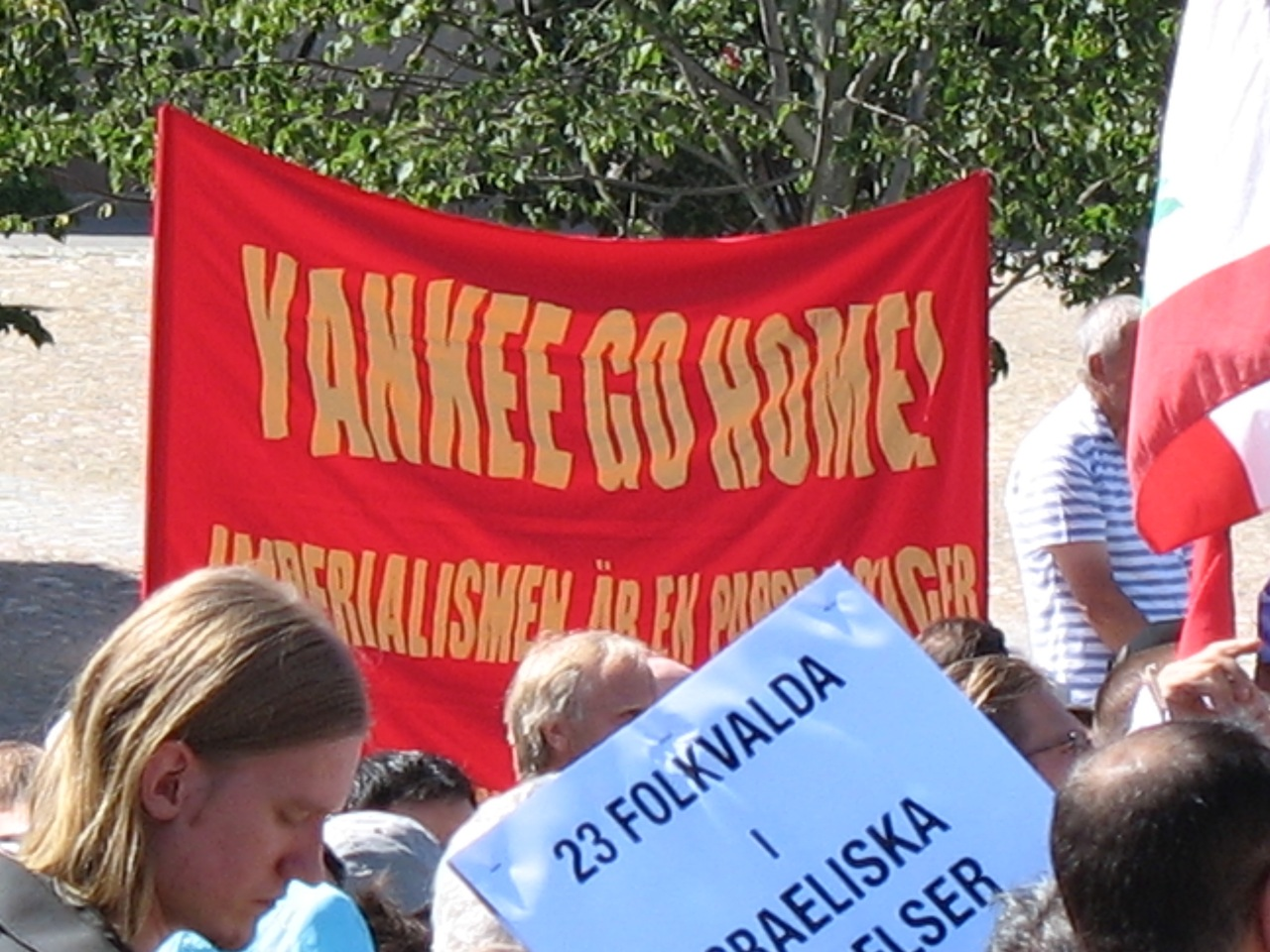
2006年，瑞典斯德哥尔摩表达反美情绪的横幅

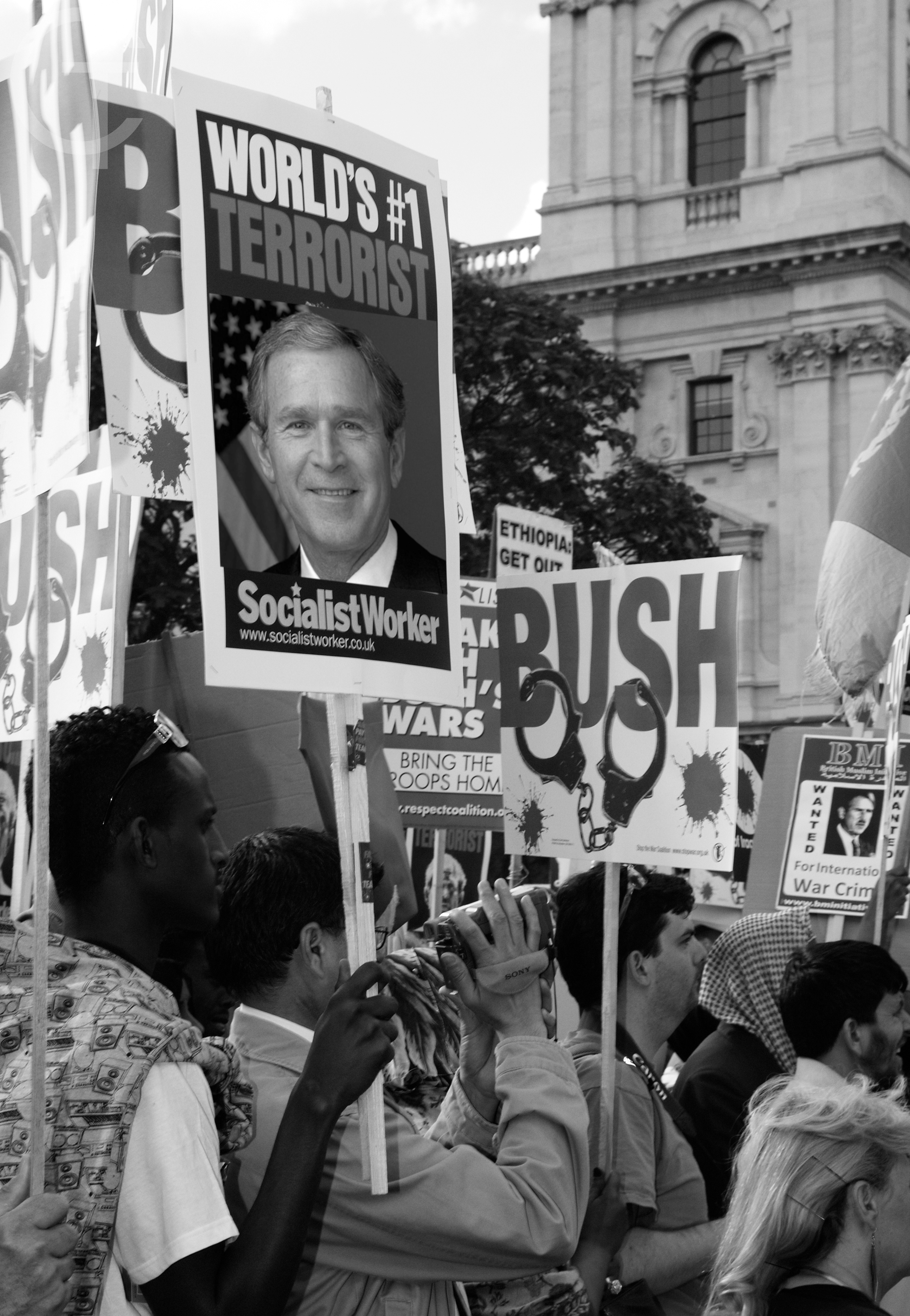
2008年反对乔治·W·布什访问伦敦的反战示威

在2003年的一篇文章中，历史学家大卫·埃尔伍德指出了他所谓的反美主义的三大根源：
- 表征、图像和刻板印象（从共和国诞生起）
- 经济实力的挑战和美国现代化模式（主要从1910年代和1920年代开始）
- 美国政治、战略和意识形态力量的有组织的投射（从第二次世界大战开始）

他接着说，过去60年这一现象的表现包含了这些元素不断变化的组合，其结构取决于群体或社会内部的内部危机，就像美国社会各种形式所做的任何事情一样。
2004年，塞尔吉奥·法布里尼写道，2003年美国领导的入侵伊拉克所带来的9/11事件后的单边主义情绪助长了欧洲根深蒂固的反美情绪，并使其浮出水面。他强调了欧洲人对欧洲经济、文化和政治进程美国化的担忧。法布里尼在2011年指出了反美主义的一个周期：2003年至2008年间反美主义温和，2003年至2008年爆发性增长，然后在2008年之后反美舆论下降。因此，起决定性作用的是单边政策进程和政策制定者的傲慢，而不是具体的政策决定。
在小布什执政期间，大多数欧洲国家对美国的民意下降。皮尤研究中心全球态度项目民意调查显示2000年至2006年间，对美国的“好感度”从英国的83%下降到56%，法国从62%下降到39%，德国从78%下降到37%，西班牙为50% 至23%。在西班牙，对美国人的负面看法从2005年的30%上升到2006年的51%，对美国人的正面看法从2005年的56%下降到2006年的37%。
2002年，在雅典、苏黎世、第比利斯、莫斯科和其他地方都发生了针对美国公司的破坏事件。在威尼斯，8至10名自称反全球化主义者的蒙面人袭击了一家麦当劳餐厅。在雅典，纪念11月17日起义的示威活动中，每年都会有很多人参加向美国大使馆游行，以强调美国对1967年至1974年希腊军政府的支持。
奥格斯堡大学博士生露丝·哈特拉帕和密歇根大学政治学教授安德烈·S·马科维茨将奥巴马总统的形象描述为欧洲的天使或摇滚明星。与布什在那里的邪恶形象形成鲜明对比，但他们也认为“奥巴马狂热”掩盖了对美国根深蒂固的不信任和蔑视。

##### 法国
在法国，“盎格鲁-撒克逊”一词经常用于表达反美主义或反英情绪。法国作家还在讨论法国衰落时用更细致的方式使用它，特别是作为法国应该追求的替代模式，法国应该如何适应其两个最突出的全球竞争对手，以及应该如何应对社会和经济现代化。
第一次印度支那战争和1956年的苏伊士危机引起了法国右翼的沮丧，法国右翼因1954年奠边府战役期间缺乏美国支持而感到愤怒。对于法国左翼的社会主义者和共产党人来说，越南战争和美帝国主义是怨恨的根源。很久以后，所谓的伊拉克大规模杀伤性武器事件进一步玷污了美国此前的良好形象。2008年，85%的法国人认为美国政府和银行对2007-2010年的金融危机负有最大责任。
2006年，索菲·莫尼耶在彼得·卡岑斯坦和罗伯特·基欧汉编辑的影响深远的著作《世界政治中的反美主义》中撰文，论述了法国的反美主义。她认为，尽管它有着悠久的历史，并且是欧洲最容易识别的反美主义，但它可能并没有对美国产生真正的政策后果，因此可能比更有害的破坏性更小。以及其他国家无形的反美主义。
2013年，36%的法国人对美国持“非常不利”或“有些不利”的看法。
美国学者理查德·奎塞尔探讨了法国如何部分接受美国的消费主义，同时拒绝美国的大部分权力和价值观。他在2013年写道：
美国在配置法国身份方面充当了“他者”的角色。成为法国人并不等于成为美国人。美国人是墨守成规、物质主义者、种族主义者、暴力者和粗俗者。法国人是个人主义者、理想主义者、宽容的、文明的。 美国人崇尚财富；对美国的讽刺在本世纪初就已得到广泛认可，有助于强化法国的民族认同。 二十世纪末，法国的战略是利用美国作为陪衬，作为定义自己以及从社会政策到文化构成概念的一切的方式。
2016年10月，法国总统弗朗索瓦·奥朗德表示：“当（欧盟）委员会追究谷歌或数字巨头未缴纳欧洲应缴税款时，美国会感到愤怒。然而，他们却无耻地向法国巴黎银行或法国巴黎银行索要80亿美元。” 德意志银行提供50亿美元。” 法国巴黎银行于2014年因违反美国对伊朗的制裁而被罚款。

##### 德国

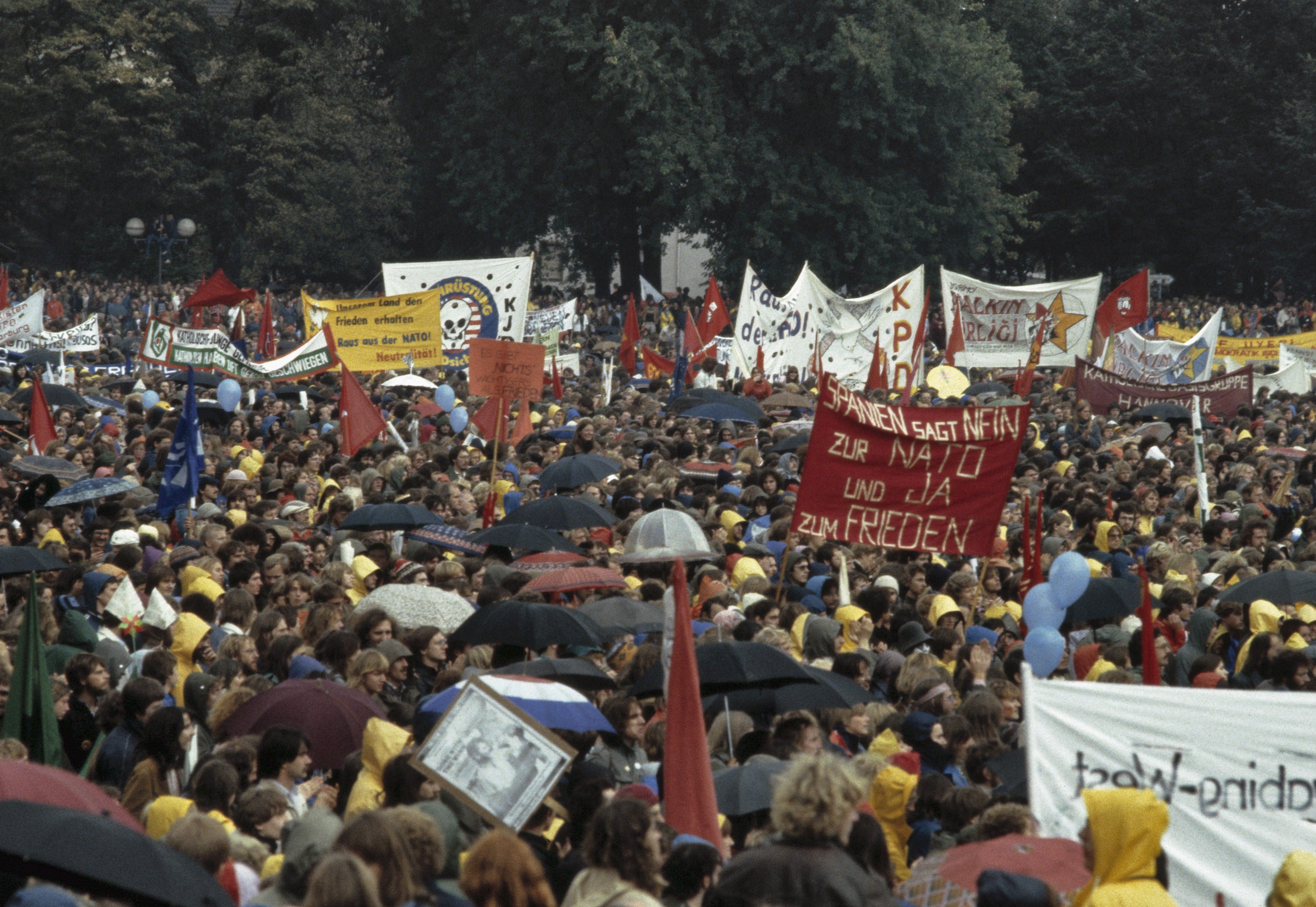
抗议在欧洲部署潘兴II导弹，1981年西德波恩

1890-1910年间的德国海军规划者谴责门罗主义是一种自我夸大的合法借口，旨在统治西半球。他们更关心美国可能在巴拿马修建的运河，因为这将导致美国在加勒比地区的全面霸权。1903年海军提出的德国战争目标中列出了赌注：“在西印度群岛的稳固地位”、“在南美洲的自由行动”以及正式的“废除门罗主义”将提供坚实的基础。  “我们与西印度群岛、中美洲和南美洲贸易”的基础。
冷战期间，反美主义是东德政府的官方政策，持不同政见者会受到惩罚。在西德，反美主义是左翼的普遍立场，但大多数人称赞美国是反对共产主义的保护者和重建国家的重要盟友。 德国拒绝支持美国领导的2003年入侵伊拉克常常被视为反美主义的表现。自1945年以来，右翼的反美主义一直处于沉默状态，但在21世纪重新出现，特别是在德国另类选择党 (AfD) 中，该党一开始反对欧盟，现已变得反美和反移民 。2013年，美国对包括总理默克尔在内的德国高级官员进行间谍活动的曝光加剧了人们对美国人的烦恼或不信任。
在围绕《明镜周刊》记者克拉斯·雷洛修斯的事件中，美国驻德国大使理查德·格雷内尔写信给该杂志抱怨反美制度偏见，并要求进行独立调查。格伦内尔写道，“这些假新闻报道主要关注美国政策和美国人民的某些部分。”
德国历史学家达流斯·哈沃特指出，从1980年起，该术语在德国政治中的使用有所增加，例如用来抹黑那些希望关闭美国在德国军事基地的人。

##### 希腊
尽管希腊人总体上对美国抱有好感，而且至今仍然如此，2013年有56.5%的人持好感，2021年有63%的人持好感。但唐纳德·特朗普在希腊非常不受欢迎，73%的人不喜欢他，缺乏他在世界事务中做正确事情的信心。然而，乔·拜登在希腊公众中很受欢迎，67%的人对美国总统有信心。

##### 荷兰

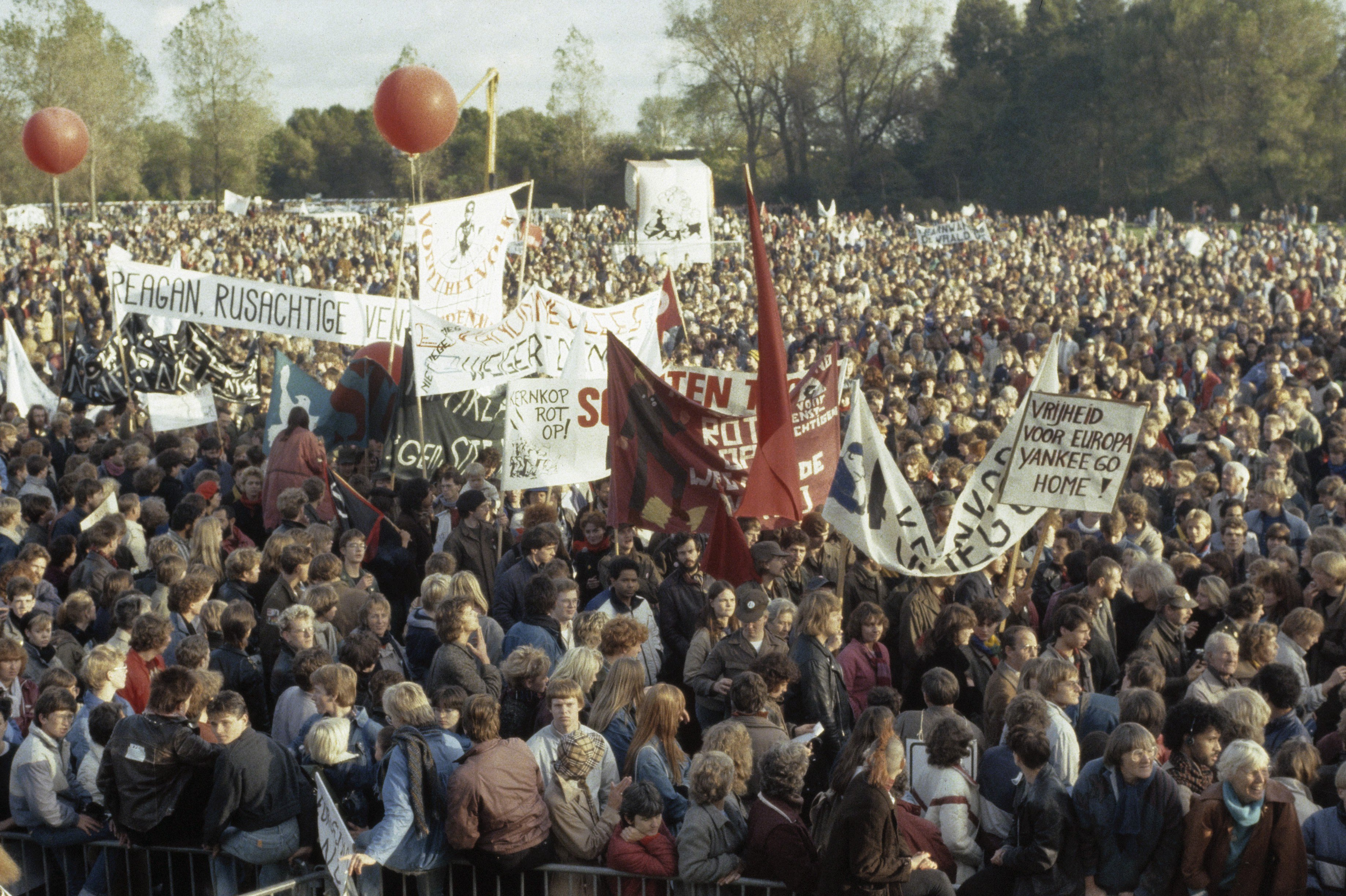
抗议部署潘兴II导弹，1983年荷兰海牙

尽管荷兰人总体上对美国抱有好感，但二战后出现了一些消极的潮流，荷兰人指责美国的政策是其东南亚殖民地能够获得独立的原因。他们将1944-1945年从纳粹手中解救出来的功劳归功于加拿大军队。战后的态度延续了反美主义长期以来的模糊性：爱恨交织的关系，或者愿意采用美国文化模式，同时对它们提出批评。20世纪60年代，反美主义的复兴主要是针对越南战争。它的主要早期倡导者是无党派、左翼学生、记者和知识分子。荷兰民意调查（1975-83）表明对美国的态度稳定；只有10%的人强烈反美。最尖锐的言论来自荷兰政界的左翼，这在很大程度上可以归因于荷兰加入北约的后果。

##### 英国

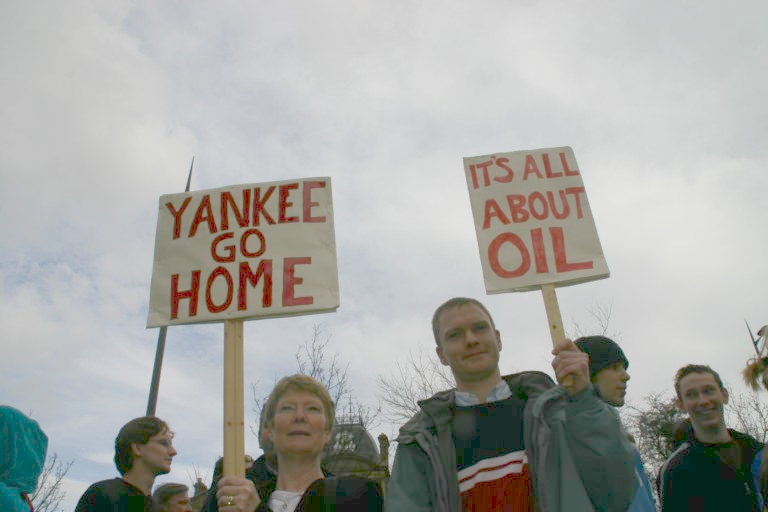
英国利物浦的反美横幅

根据皮尤全球态度项目的民意调查，在乔治·W·布什执政期间，2000年至2006年间，英国对美国的“好感度”从83%下降到了56%。
新闻文章和博客讨论了生活在英国的美国人的负面经历。伊拉克战争和阿富汗战争之后，英国的反美情绪变得更加普遍。

##### 爱尔兰
对美国游客的负面情绪在2012年和2014年左右有所上升。

##### 西班牙
反美情绪被认为在西班牙社会中根深蒂固，针对该主题进行的多项调查也支持这一说法。西班牙是欧洲反美情绪最高的国家之一。德国马歇尔基金会的一项研究显示，西班牙人对美国的好感度是欧洲最差的，仅次于土耳其。这种情绪不仅在历史上是左翼现象，而且西班牙的右翼派系也对美国持非常负面的看法。

### 亚洲
由于美国对阿富汗和伊拉克等国的制裁和军事介入，导致中东和亚洲部分地区的反美情绪大幅上升。然而，菲律宾、韩国和印度等东亚和东南亚国家仍然是最亲美的国家。

#### 东亚

##### 中国

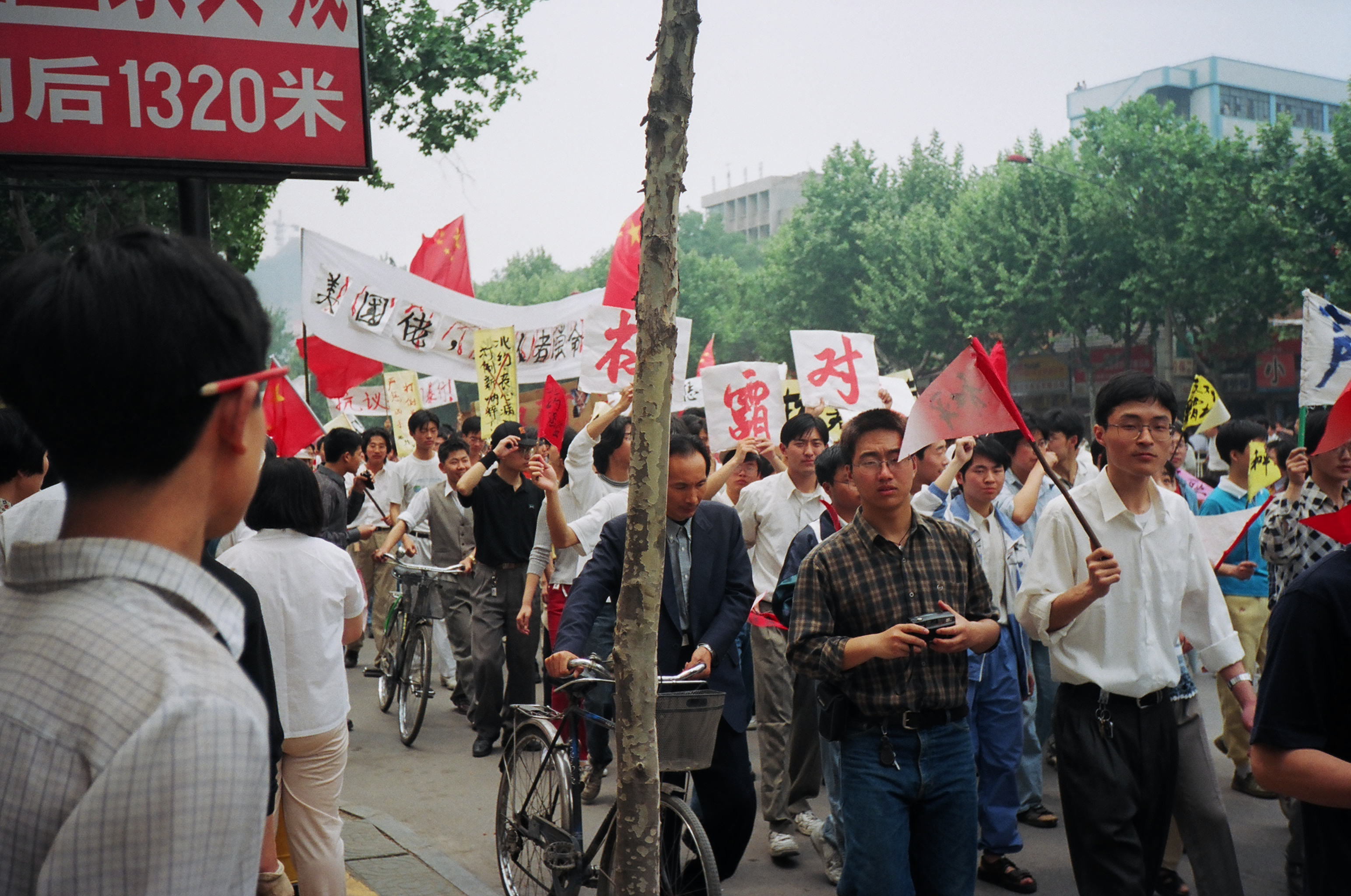
1999年美国轰炸中国驻贝尔格莱德大使馆后，南京发生反美抗议活动

中国有反美主义的历史，始于19世纪初对外国人的普遍蔑视，最终导致1900年的义和团运动，美国军事镇压了这场运动。
第二次世界大战期间，美国向蒋介石政府提供经济和军事援助，抵御日本侵略。“中国通”埃德加·斯诺（以了解中国而闻名的美国外交官）也试图与毛泽东的共产党政权建立外交联系，以促进国共两党之间的团结。然而，随着共产党在中国内战中取得胜利、蒋介石政府迁往台湾、冷战开始和麦卡锡主义在美国政坛崛起，两国关系恶化。1950-53 年，共产主义中国和美国在朝鲜爆发了一场未宣战的重大战争，因此，哈里·S·杜鲁门总统开始倡导遏制围堵政策，并派遣美国第七舰队阻止共产主义入侵台湾。美国与台湾签署了《中美共同防御条约》，该条约一直持续到1979年，在此期间，北京政府没有得到美国的外交承认。到1950年，几乎所有美国外交人员都离开了中国大陆。毛泽东的政治目标是查明并消灭中国境内可能有利于资本主义的派别。
毛泽东最初嘲笑美国是台湾的“纸老虎”占领者、“世界人民的敌人并日益孤立自己”和“垄断资本主义集团”，并且毛泽东认为美国从来没有打算与台湾建立友好关系。然而，由于中苏交恶，美国总统理查德·尼克松向共产主义中国发出外交和解信号，并于1972年开始正式访问。两国最终于1979年恢复外交关系。毛泽东去世后，邓小平开始进行经济改革，敌意急剧减少，大规模的贸易和投资以及文化交流成为主要因素，1989年天安门广场抗议活动之后，美国对中国实施了经济和军事制裁，但官方外交关系仍在继续。
2013年，皮尤研究中心的一项调查显示，53%的中国受访者对美国持“非常不利”或“有些不利”的看法。2016年奥巴马任期临近结束时，中美关系略有改善，44%的中国受访者对美国表示负面看法，而只有50%的受访者表示正面看法。
自从美国总统唐纳德·特朗普对中国发动贸易战、中国媒体播放朝鲜战争电影以来，反美情绪显着增加。2019年5月，《环球时报》称“此刻与美国的贸易战让中国人想起了朝鲜战争期间中美之间的军事斗争。”

##### 日本

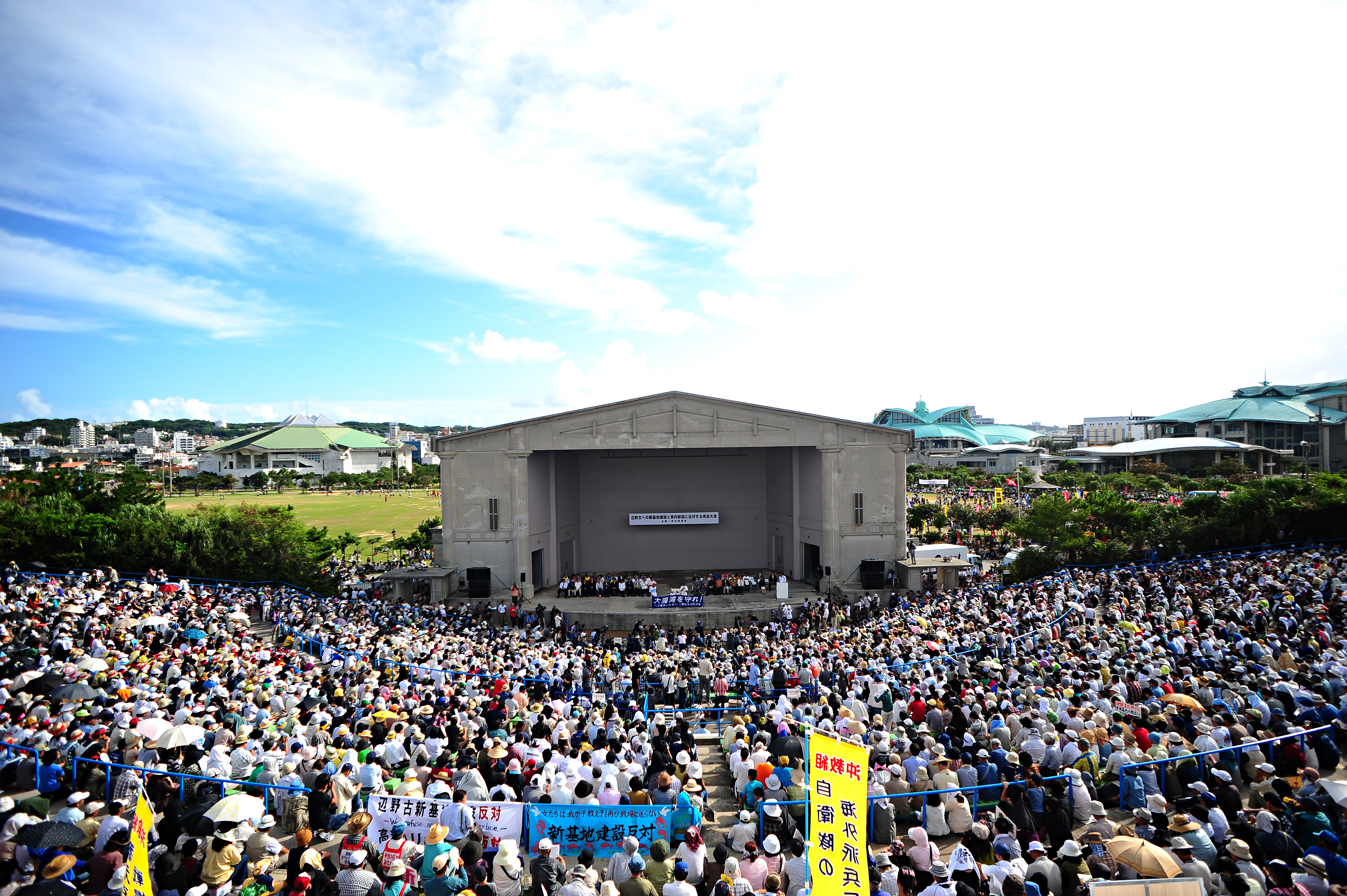
2009年11月8日，冲绳人抗议宜野湾市的美国海军陆战队普天间航空站

在日本，对驻日美军的行为和存在的反对有时被报道为反美主义，例如1995年的冲绳性侵事件。截至2008年，美国在冲绳的军事存在仍然是一个有争议的问题。
虽然抗议活动是因特定事件而引发的，但它们往往反映了更深层次的历史怨恨。威尔逊中心亚洲项目主任罗伯特·海瑟薇表示：“日本和韩国反美情绪的增长不能简单地视为对美国政策和行动的反应，而是反映了更深层次的国内趋势和发展。在日本，战后时期的反美主义有多种线索，包括左翼和平主义、右翼民族主义以及对美国影响日本经济生活的机会主义担忧。

##### 韩国
凯瑟琳·穆恩在威尔逊中心发表讲话时指出，虽然大多数韩国人支持与美国联盟，但“反美主义也代表着对数十年来积累的不满情绪的集体发泄”。20世纪90年代，学者、政策制定者和媒体指出，反美主义的动机是拒绝威权主义和复兴的民族主义，这种民族主义的反美主义在国际货币基金组织危机等一系列事件的推动下持续到2000年代。20世纪90年代初，西方公主、美国大兵的妓女成为反美民族主义的象征。
《亲爱的美国人》是鸟叔演唱的一首反美歌曲。《Fucking USA》是一首反美抗议歌曲，由韩国歌手兼活动家尹敏淑创作。这首歌创作于2002年，当时正值奥运会争议和发生的两名韩国中学生被美军车辆撞死的事件之后，反美情绪蔓延至外交政策和然而，到2009年，据报道大多数韩国人对美国持好感。2014年，58%的韩国人对美国有好感，使韩国成为世界上最亲美的国家之一。

##### 朝鲜

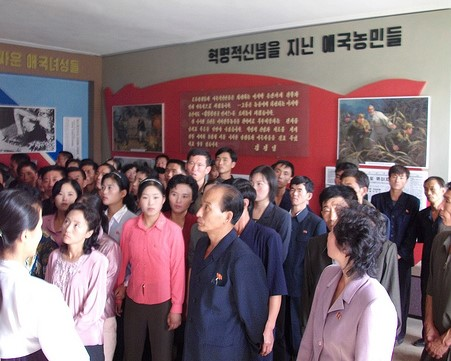
2009年朝鲜人参观美国战争暴行纪念馆

自朝鲜战争以来，朝鲜和美国之间的关系一直处于敌对状态，朝鲜发展核武器和远程导弹进一步加剧了两国之间的紧张关系。美国目前在韩国保持军事存在，乔治·W·布什总统此前曾将朝鲜描述为“邪恶轴心”的一部分。
在朝鲜，七月是“联合反美斗争月”，举行庆祝活动谴责美国。

#### 东南亚
菲律宾

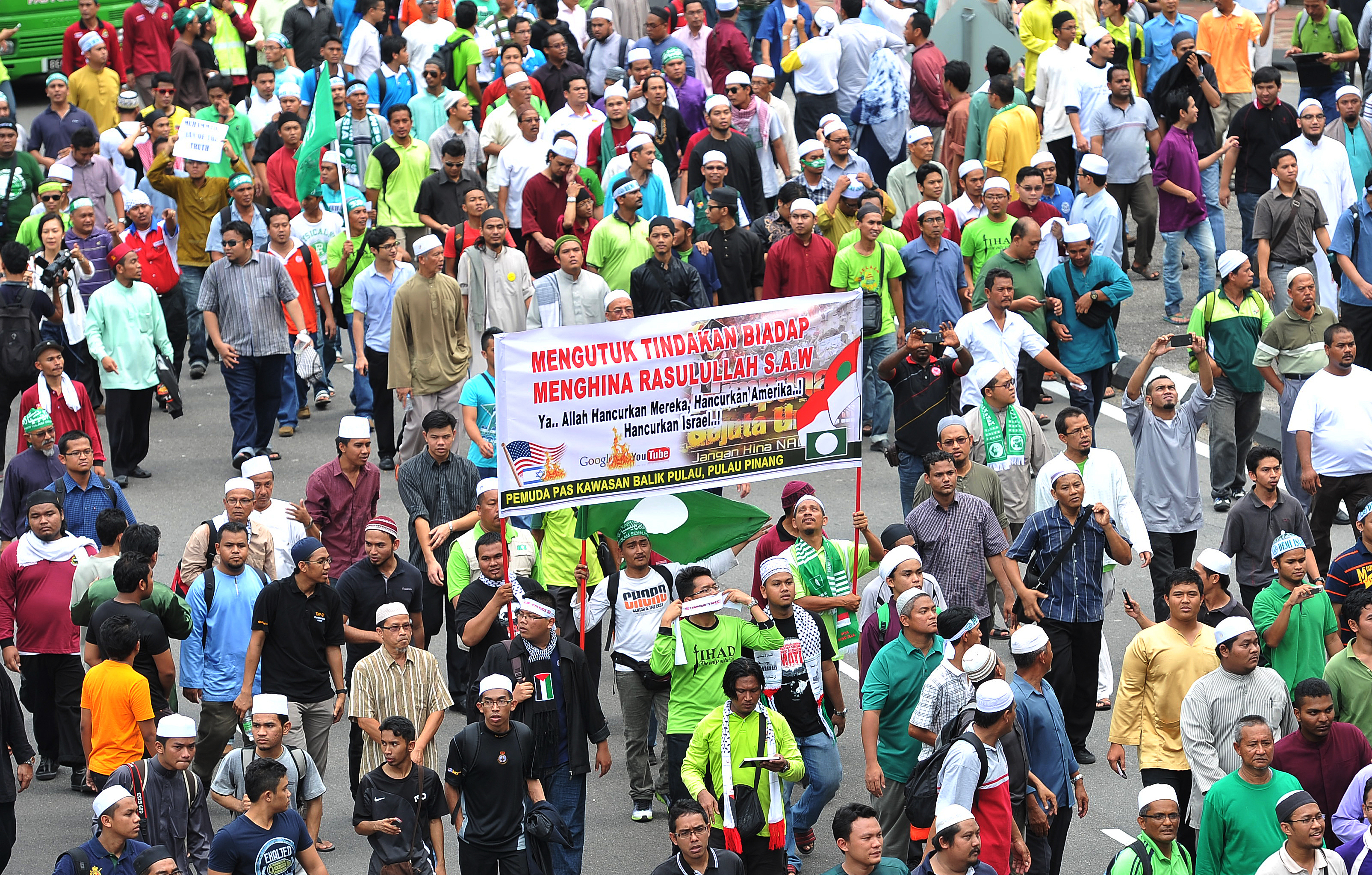
吉隆坡的抗议者走上街头示威，抗议电影《穆斯林的纯真》

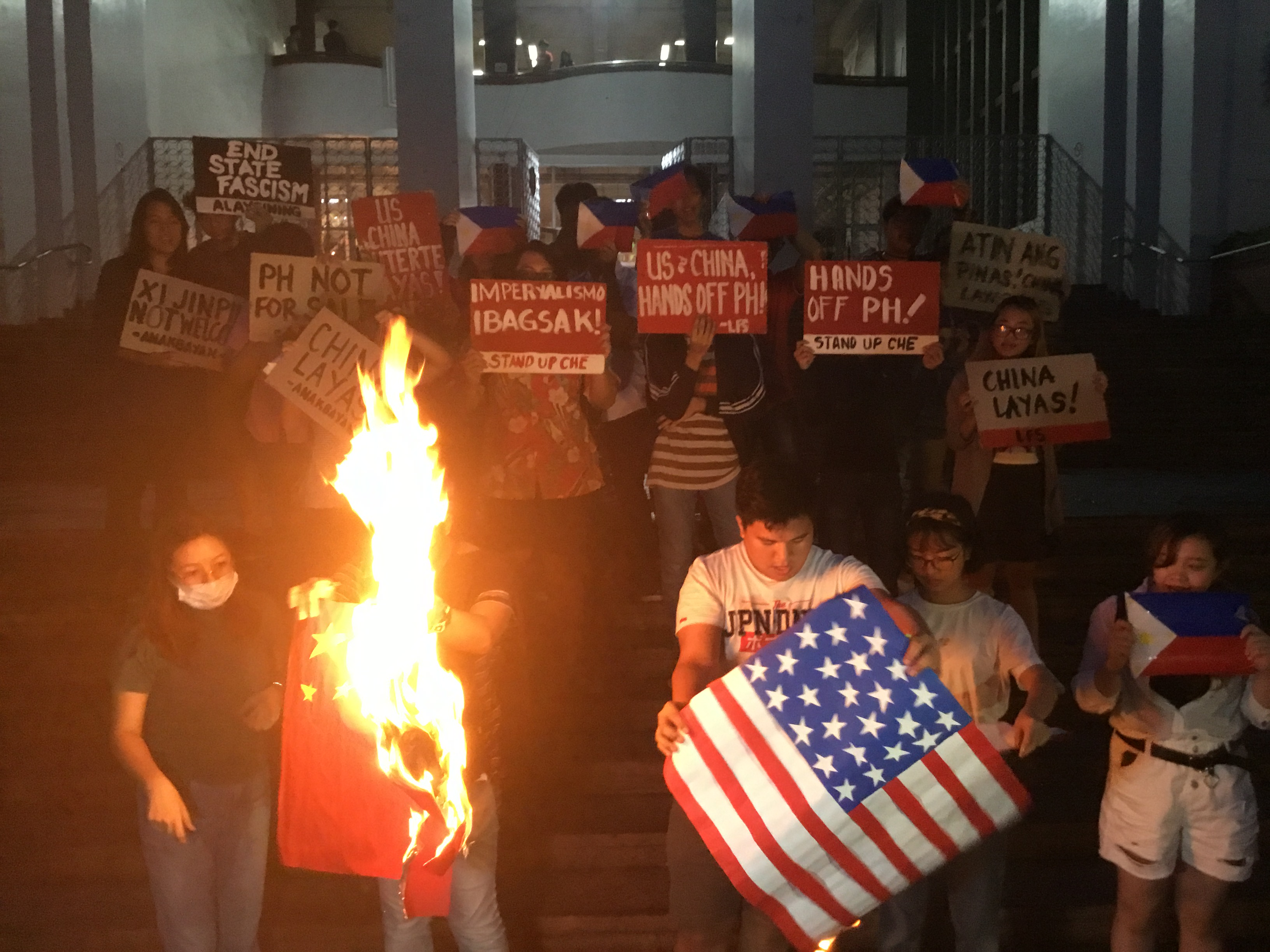
菲律宾大学和马尼拉雅典耀大学的学生活动人士焚烧中美两国国旗，抗议其侵犯菲律宾主权。

菲律宾一直存在反美情绪，这主要是由于100多年前的美菲战争以及1898年至1946年美国殖民统治时期。《Nuestra patria》（我们的祖国）是菲律宾最著名的爱国赞美诗之一，它写于菲美战争期间，提到了“盎格鲁-撒克逊人...... 以卑鄙的叛国罪征服了祖国”。Mojarro在2020年写道，在美国占领期间，“菲律宾知识分子和爱国者完全拒绝美国对菲律宾政治和经济的指导，并补充说，“当时西班牙语被理解为文化和政治抵抗的工具。”曼努埃尔·L·奎松本人拒绝学习英语。
政治家、国际知名西班牙裔作家克拉罗·梅奥·雷克托曾敢于反对美国在菲律宾的国家安全利益，例如他反对美国在菲律宾的军事基地。1957年总统竞选期间，中央情报局（CIA）进行了黑色宣传行动以确保他落败，包括分发有洞的安全套，并在标签上标有“克拉罗·M·雷克托提供”。不到三年后，中央情报局也涉嫌参与了他因心脏病死亡的事件。雷克托没有已知的心脏病，他在去世前遇到了两名穿着西装的神秘“白人”。美国政府文件后来显示，中央情报局站长拉尔夫·洛维特和美国大使雷蒙德·斯普鲁恩斯上将在几年前就曾讨论过用一瓶毒药谋杀雷克托的计划。
2012年10月，美国船只被发现向苏比克湾倾倒有毒废物，激起了反美情绪，并引发多次集会。2014年4月中下旬，美国总统奥巴马出访亚洲，访问马来西亚、韩国、日本和菲律宾时，数百名菲律宾人在马尼拉示威，高呼反奥巴马口号，有些人甚至焚烧假美国国旗。
有争议的《访问部队协议》进一步加剧了反美情绪，尤其是菲律宾穆斯林的反美情绪。美国军事人员也因在菲律宾领土上强奸和谋杀平民而受到审判并被定罪，但这些军人后来要么被司法系统释放，要么获得总统赦免。
然而，尽管发生了这些事件，英国广播公司(BBC)2011年进行的一项民意调查发现，90%的菲律宾人对美国有好感，高于任何其他国家对美国的看法。皮尤研究中心2014年发布的民意调查显示，92%的菲律宾人对美国持好感，使菲律宾成为世界上最亲美的国家。2016年罗德里戈·杜特尔特的当选菲律宾总统，并且保持持续的高支持率。然而，这也预示着一个以新民族主义和基于当时长期无人关注的历史恩怨为基础的反美主义复兴为标志的新时代。

#### 南亚
阿富汗
美国发动的阿富汗战争以及无人机袭击导致阿富汗反美情绪日益高涨。
巴基斯坦
由乔治·W·布什发起并由巴拉克·奥巴马继续对巴基斯坦进行无人机袭击，巴基斯坦对美国的负面态度有所上升。在一项调查对美国看法的民意调查中，巴基斯坦与塞尔维亚一起被评为对美国看法最负面的国家。

#### 中东
第一次世界大战后，美国总统伍德罗·威尔逊在十四点中提出的民主、自由和自决受到人们的钦佩，而在第二次世界大战期间，《大西洋宪章》的崇高理想也受到了好评。根据塔米姆·安萨里在《命运被打乱：伊斯兰眼中的世界历史》(2009) 中的说法，中东和穆斯林世界对美国的早期看法大多是积极的。
与其他地区一样，中东反美情绪的激增与美国政府采取的政策有关，特别是在占领巴勒斯坦和伊拉克战争中对以色列的支持。关于9/11事件，盖洛普民意调查指出，虽然大多数接受调查的穆斯林 (93%) 反对这些袭击，但也有“激进分子”(7%) 支持这一事件，他们的理由不是宗教观点，而是对美国政策的厌恶。事实上，当针对美国或其他西方国家在该地区的资产时，包括基地组织在内的中东激进武装团体都会引用美国政策并指控反人类罪来为其袭击辩护。例如，胡拜尔塔爆炸事件（其中19名美国飞行员被杀），本拉登本拉登虽然被证明没有实施袭击，但在针对穆斯林的袭击事件中指出了美国对以色列的支持，例如萨布拉和沙蒂拉大屠杀和卡纳大屠杀，作为袭击的原因。
基地组织还以美国对伊拉克的制裁以及对伊拉克禁飞区的轰炸（1991-2003年）作为杀害美国人的理由，这些事件造成了阿拉伯国家大量平民伤亡。
尽管右翼学者（例如保罗·霍兰德）强调了宗教信仰、文化和落后在煽动该地区反美主义方面所起的作用，但也有民意调查指出，阿拉伯人或穆斯林的激进主义与贫困、落后或贫穷无关。事实上，激进分子比“温和派”受过更好的教育，也更富有。
然而，中东宗教和保守团体中的反美主义也有文化层面的影响。它可能起源于赛义德·库特布。库特布是埃及人，穆斯林兄弟会的主要知识分子，1948年至1950年在科罗拉多州格里利学习，并根据自己的印象写了一本书《我所看到的美国》(1951年）。在其中，他谴责了美国的一切，从个人自由和音乐品味到教会社交和发型。库特布写道：“他们随着留声机的曲调起舞，舞池里充满了打拍子的脚、诱人的腿、手臂搂着腰、嘴唇贴着嘴唇、胸部贴着胸部。气氛充满了欲望。” 他提供了一份扭曲的美国历史年表，并对其性解放的女性感到不安：“美国女孩非常熟悉自己身体的诱惑能力。她知道它存在于脸上、富有表现力的眼睛和口渴中。” 她知道性感在于圆润的乳房、丰满的臀部、匀称的大腿、光滑的双腿——她将这一切展现出来，并不隐藏。”他对爵士乐尤其感到不安，他称之为美国人最喜欢的音乐，“是黑人创造的，为了满足他们对噪音的热爱并激发他们的性欲……”库特布的著作影响了一代又一代的激进分子和激进分子。中东人认为美国是一个文化诱惑者，一心想要颠覆传统习俗和道德，特别是在两性关系方面。
库特布的思想影响了来自沙特阿拉伯的反美极端分子奥萨马·本·拉登，他是圣战组织基地组织的创始人。本·拉登与其他几位伊斯兰武装领导人联合发布了两份声明（1996年和1998年），要求穆斯林杀害美国军事人员和平民，直到美国政府从伊斯兰国家撤军并撤回对伊斯兰国家和以色列的支持。
1996年，题为“对占领两圣地的美国人宣战”的追杀令发布后，本·拉登被美国联邦调查局 (FBI) 根据美国内战法规立案。他还因涉嫌参与1998年坦桑尼亚达累斯萨拉姆和肯尼亚内罗毕美国大使馆爆炸案而在美国联邦法院被起诉，并被列入联邦调查局十大通缉逃犯名单。2009年1月14日，本·拉登发誓要代表伊斯兰世界继续战斗并开辟针对美国的新战线。
2002年和2004年，佐格比国际调查了沙特阿拉伯、埃及、约旦、黎巴嫩、摩洛哥和阿拉伯联合酋长国对美国的评价。在佐格比2002年的调查中，76%的埃及人对美国持负面态度，而2004年这一比例为98%。在摩洛哥，2002年有61%的人对美国持负面态度，但两年后，这一数字跃升至88%。 在沙特阿拉伯，这样的回答从2002年的87%上升到2004年的94%。黎巴嫩的态度几乎没有变化，但在阿联酋略有改善，从2002年的87% 表示不喜欢美国到2004年的73%。然而，这些国家中的大多数主要反对他们认为不公平的外交政策。
伊朗

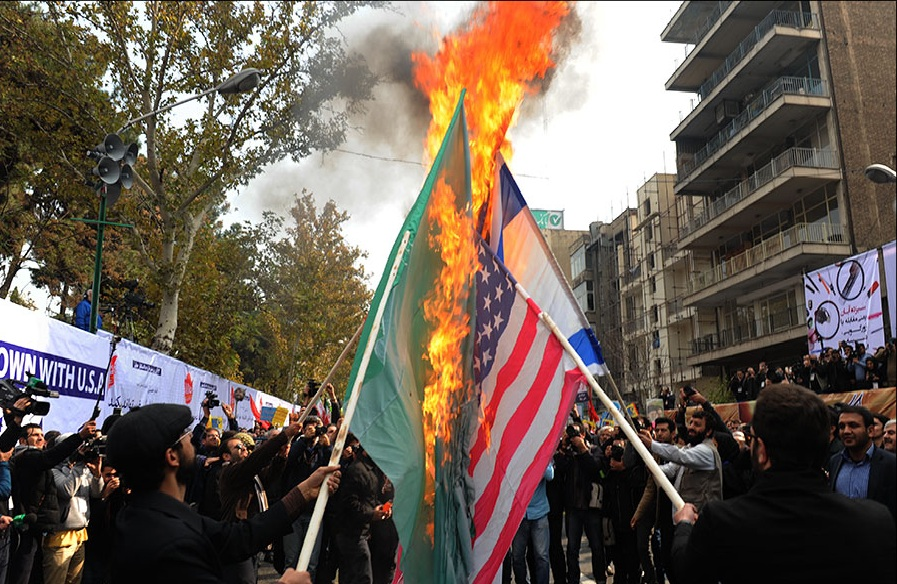
2015年11月4日，德黑兰举行针对美国、以色列和沙特阿拉伯的抗议活动

自1979年伊朗伊斯兰革命以来，伊朗就一直在使用“美国去死”的口号，以及其他经常被视为反美的短语。1953年中央情报局发动的伊朗政变被认为是一种不满。国家资助的反美壁画遍布德黑兰的街道。但有人认为，在阿亚图拉·霍梅尼的领导下，反美主义只不过是区分国内支持者和反对者的一种方式，甚至以前与反美主义联系在一起的“大撒旦”一词现在似乎也意味着美国和英国政府。
1979年至1981年发生的伊朗人质危机，52名美国人在德黑兰被扣为人质444天，也是反美主义的表现，恶化了美国和伊朗之间的关系。
约旦
约旦的反美情绪非常强烈，至少自2003年以来一直呈上升趋势。尽管约旦是美国在中东最亲密的盟友之一，而且约旦政府是亲美和亲西方的，但约旦人的反美情绪是世界上最强烈的之一。2003年美国入侵伊拉克后，反美情绪急剧上升，当时美国领导的联军入侵伊拉克，推翻萨达姆·侯赛因的政权。根据皮尤研究中心自2003年以来进行的多项态度民意调查，99%的约旦人对美国持负面态度，82%的约旦人对美国人民持负面态度。尽管2017年的数据显示，对美国和美国民众的负面态度分别下降至82%和61%，但约旦的反美率仍然位居世界前列。
巴勒斯坦
2013年7月，耶路撒冷解放党领导人、巴勒斯坦神职人员伊斯马特·哈穆里呼吁摧毁美国、法国、英国和意大利，以征服和消灭“伊斯兰民族”的敌人。他警告说：“美国啊，我们警告你：把你的手从穆斯林身上拿开。你在叙利亚叙利亚造成了严重破坏，之前在阿富汗、伊拉克，现在又在埃及。美国，你以为我们是谁？我们 是伊斯兰教的国家——一个巨大而强大的国家，从东到西延伸。不久，我们将教你们政治和军事课程，真主愿意。真主阿克巴。一切荣耀归真主”。哈穆里还警告美国总统巴拉克·奥巴马，一个统一的穆斯林帝国即将崛起，它将向其所有臣民灌输宗教法。
沙特阿拉伯
在沙特阿拉伯，反美情绪被描述为“强烈”和“空前高涨”。
根据沙特情报部门在9/11袭击后不久对“25岁至41岁之间受过教育的沙特人”进行的调查，“得出结论，95%”的受访者支持本·拉登的事业。（据报道，2006年，对本·拉登的支持有所减弱，到那时，在与基地组织有联系的团体在沙特阿拉伯境内发动袭击之后，沙特民众变得更加亲美。）国防政策委员会提出的“采取沙特行动”的提议 “走出阿拉伯”作为美国对该王国的秘密计划而传播。
土耳其
2009年，美国总统奥巴马访问土耳其期间，反美抗议者举着标语说：“奥巴马，美帝国主义的新总统，是世界人民的敌人，你的手也沾满了血。滚出我们的国家。” 抗议者还高喊“洋基回家”和“奥巴马回家”等短语。皮尤研究中心2017年的一项民意调查显示，67%的土耳其受访者对美国人持负面看法，82%不赞成美国思想和习俗在土耳其传播；这两个百分比在所有接受调查的国家中都是最高的。
土耳其的反美情绪自20世纪40年代中期以来就一直存在。然而，反美主义主要在20世纪50年代开始蔓延，因为人们认为美国已经开始主宰土耳其并将其文化影响力传播到中产阶级。
土耳其工人党主席的穆罕默德·阿里·艾巴尔等左派人士反对与美国和土耳其合作，理由是美国的经济援助早会将土耳其变成“盎格鲁撒克逊的卫星国”。土耳其革命家和毛主义者易卜拉欣·凯帕卡亚认为土耳其是美国的半殖民地。然而，土耳其右翼的反美情绪也日益高涨。《Büyük Doğu》和《Kuvvet》等保守派报纸也认为美国未来将干涉土耳其内政。当土耳其通过一项法律，仅授权美国官员对发生犯罪行为的美国人员行使刑事管辖权时，反美情绪在更多公众中蔓延。虽然这本身并没有导致反美情绪蔓延，但这确实意味着美国人员的行为引发的任何事件都会对民众对美国的看法产生相当大的影响。
20世纪60年代，土耳其的反美情绪因约翰逊信函而显着上升，该信函表示美国反对入侵塞浦路斯，并表示如果土耳其入侵塞浦路斯，美国不会援助土耳其。许多土耳其人认为这封信等于美国对土耳其事务的彻底否决权。

### 美洲
北美洲和南美洲的所有国家（包括加拿大、美国和拉丁美洲国家）在英语圈中通常被称为“美洲”。在美国和拉丁美洲以外的大多数国家，“美国”和“美国人”一词通常分别仅指美利坚合众国及其公民。1890年代，古巴作家何塞·马蒂在一篇文章《我们的美国》中暗示了他对这种用法的反对。

#### 拉丁美洲

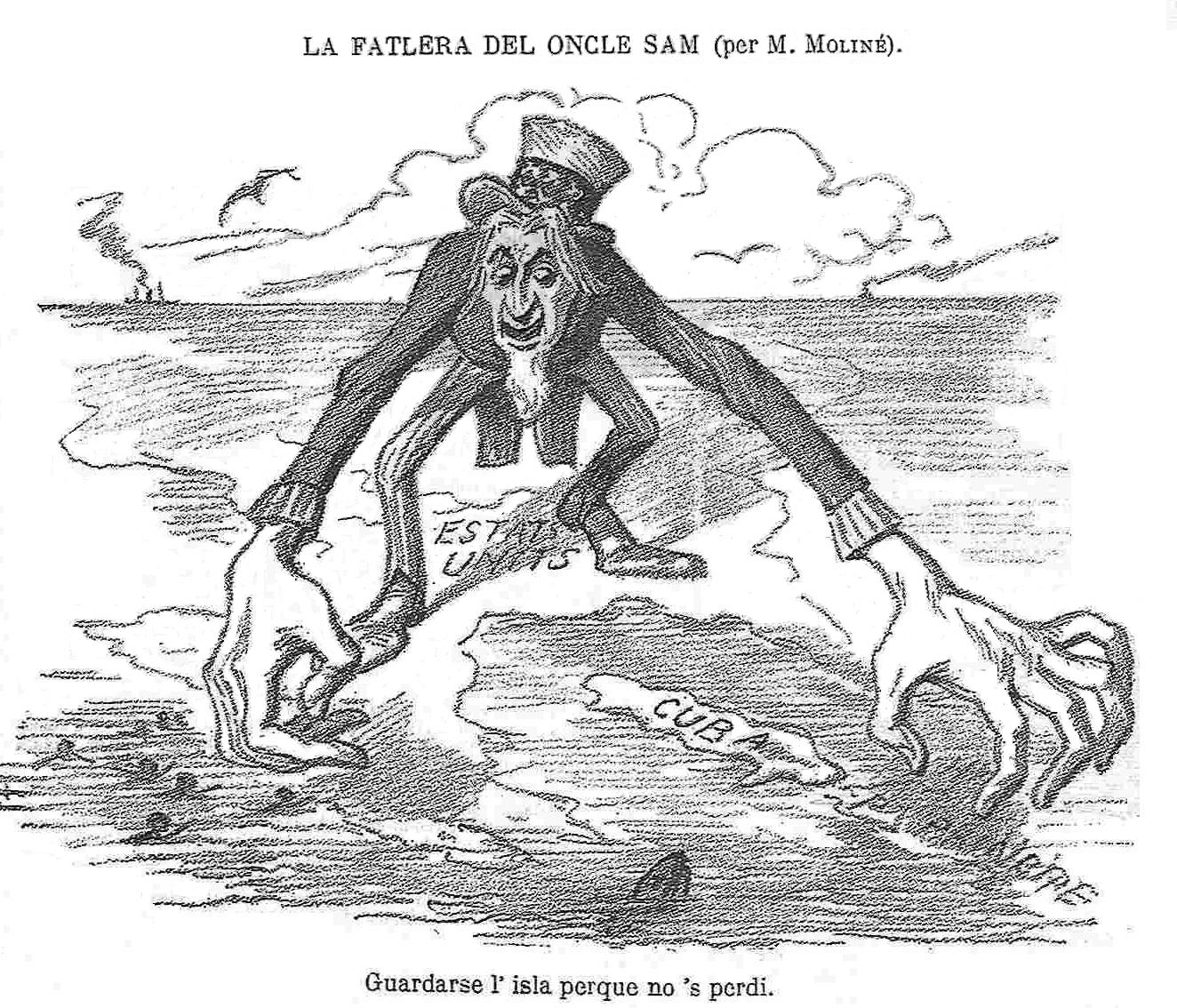
美西战争前夕，曼努埃尔·莫利内在《La Campana de Gràcia》（1896 年）上发表了一幅西班牙讽刺画，批评美国对古巴的行为。上面的文字（用古加泰罗尼亚语）写着：“山姆大叔的渴望”，下面的文字是：“为了保护这座岛，让它不会迷路。”

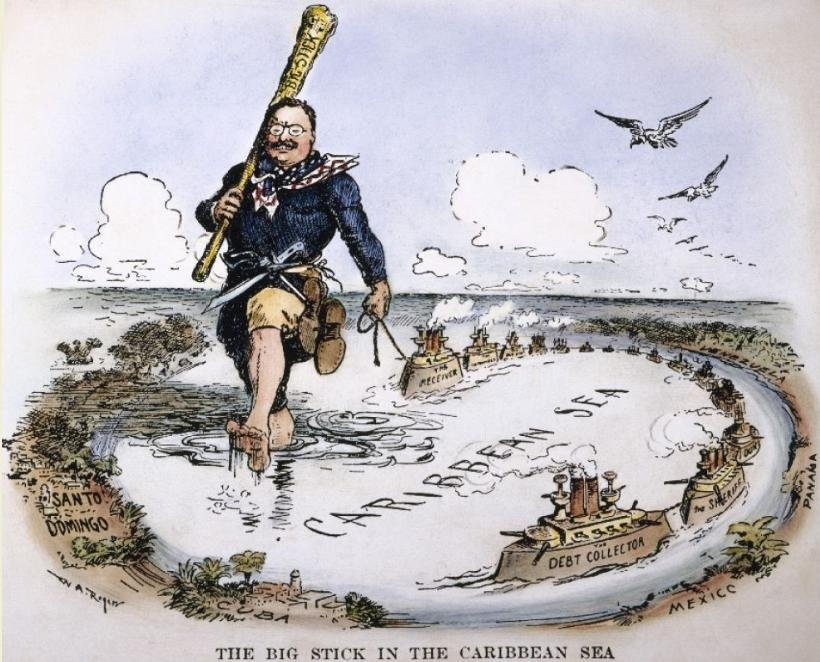
描绘西奥多·罗斯福大棒干预主义的漫画

拉丁美洲的反美主义根深蒂固，是拉丁美洲身份概念的关键要素，“反对美国扩张主义和天主教反新教主义。”1828年美国全权公使威廉·亨利·哈里森对哥伦比亚总统西蒙·玻利瓦尔斥责说“……最强大的政府就是最自由的政府”，并呼吁玻利瓦尔鼓励民主的发展。作为回应，玻利瓦尔写道：“美国......似乎注定要以自由的名义折磨美洲”，这句话在拉丁美洲声名鹊起。
1898年的美西战争使古巴从西班牙独立的战争独立，使美国成为世界强国，并通过古巴宪法普拉特修正案使古巴成为美国的事实上的附属国。美国的行动符合西奥多·罗斯福的门罗主义推论所拥护的大棒意识形态，导致对中美洲和加勒比地区的多次干预，也激起了美洲其他地区对美国的仇恨。乌拉圭记者何塞·恩里克·罗多的文章《爱丽儿》是1898年战争引发的拉丁美洲反美主义的一个非常有影响力的表述，其中南美爱丽儿的精神价值观与野蛮的大众文化形成鲜明对比。这篇文章在1910年代和1920年代对整个西属美洲产生了巨大影响，并促使人们抵制所谓的美国文化帝国主义。北方白人盎格鲁撒克逊新教教徒对拉丁美洲人民的种族主义态度也引起了不满。

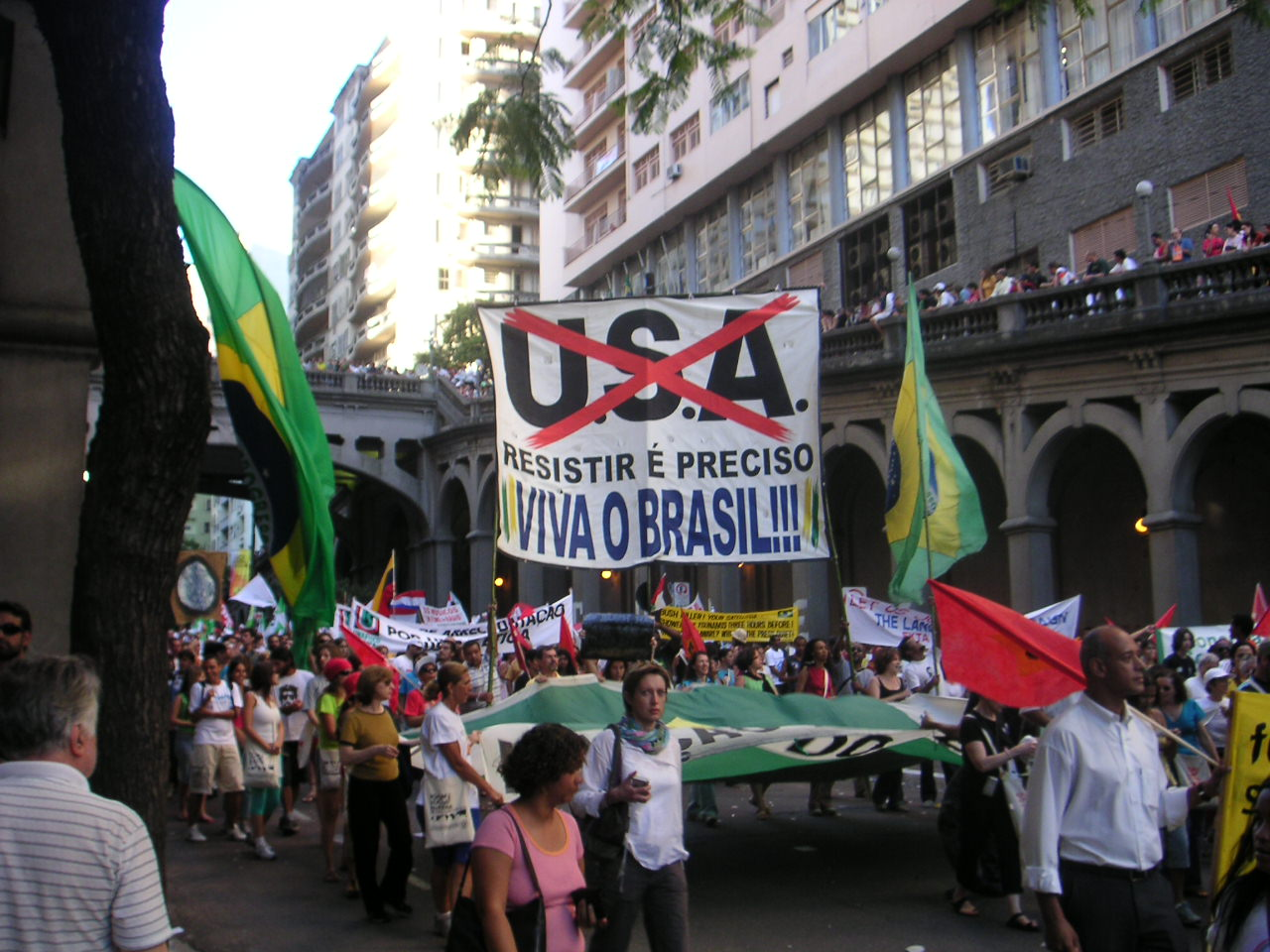
2005年1月27日，巴西反美示威中的横幅

1918年阿根廷科尔多瓦大学开始的学生改革，在整个拉丁美洲推动了反帝国主义的思想，并为这一概念的产生发挥了基础性作用，并在几代人的时间内发展起来。早在1920年，阿根廷大学联合会就发表了一份题为《谴责帝国主义》的宣言。
自20世纪40年代以来，美国与阿根廷的关系一直紧张，美国担心庇隆将军政权与纳粹德国关系过于密切。1954年，美国支持1954年危地马拉针对民选总统雅各布·阿本斯·古兹曼的政变，助长了该地区的反美主义。由中央情报局支持的政变促使该国前总统胡安·何塞·阿雷瓦洛写了一篇题为《鲨鱼和沙丁鱼》（1961）的寓言，其中一只掠食性鲨鱼（代表美国）吓坏了拉丁美洲的沙丁鱼。
1958年，美国副总统理查德·尼克松的南美洲之行引发了一场壮观的反美主义爆发。这次旅行成为暴力抗议活动的焦点，暴力抗议活动在委内瑞拉加拉加斯达到高潮，尼克松的车队从机场开往市区时，差点被愤怒的暴徒杀害。作为回应，德怀特·D·艾森豪威尔总统在关塔那摩湾集结了部队，并在加勒比海集结了一支战列舰舰队，以便在必要时进行干预以营救尼克松。
古巴已故革命领袖菲德尔·卡斯特罗在其整个职业生涯中试图通过军事和宣传手段来协调拉丁美洲长期存在的对美国的不满情绪。1961年美国政府针对其政权策划并实施的古巴猪湾入侵行动失败，为他实现这一目标提供了帮助。这场灾难损害了美国在美洲的信誉，并加剧了全世界的批评。根据鲁宾和鲁宾的说法，卡斯特罗1962年2月的第二次哈瓦那宣言“构成了对美国的宣战” 并奉行一种新的反美主义理论”。卡斯特罗称美国是“一只秃鹫……以人类为食”。美国对古巴的贸易禁运引起不满，卡斯特罗的同事、著名革命家切·格瓦拉在越南战争期间表达了他希望在拉丁美洲地区“创建第二个或第三个越南”的愿望，反对他认为的美帝国主义图谋。
美国加快向他们认为日益受到威胁的傀儡政府提供武器，使他们签署依赖契约，以便合法地镇压和死亡工具的运输以及使用这些工具的军队。———切·格瓦拉，1961年4月9日

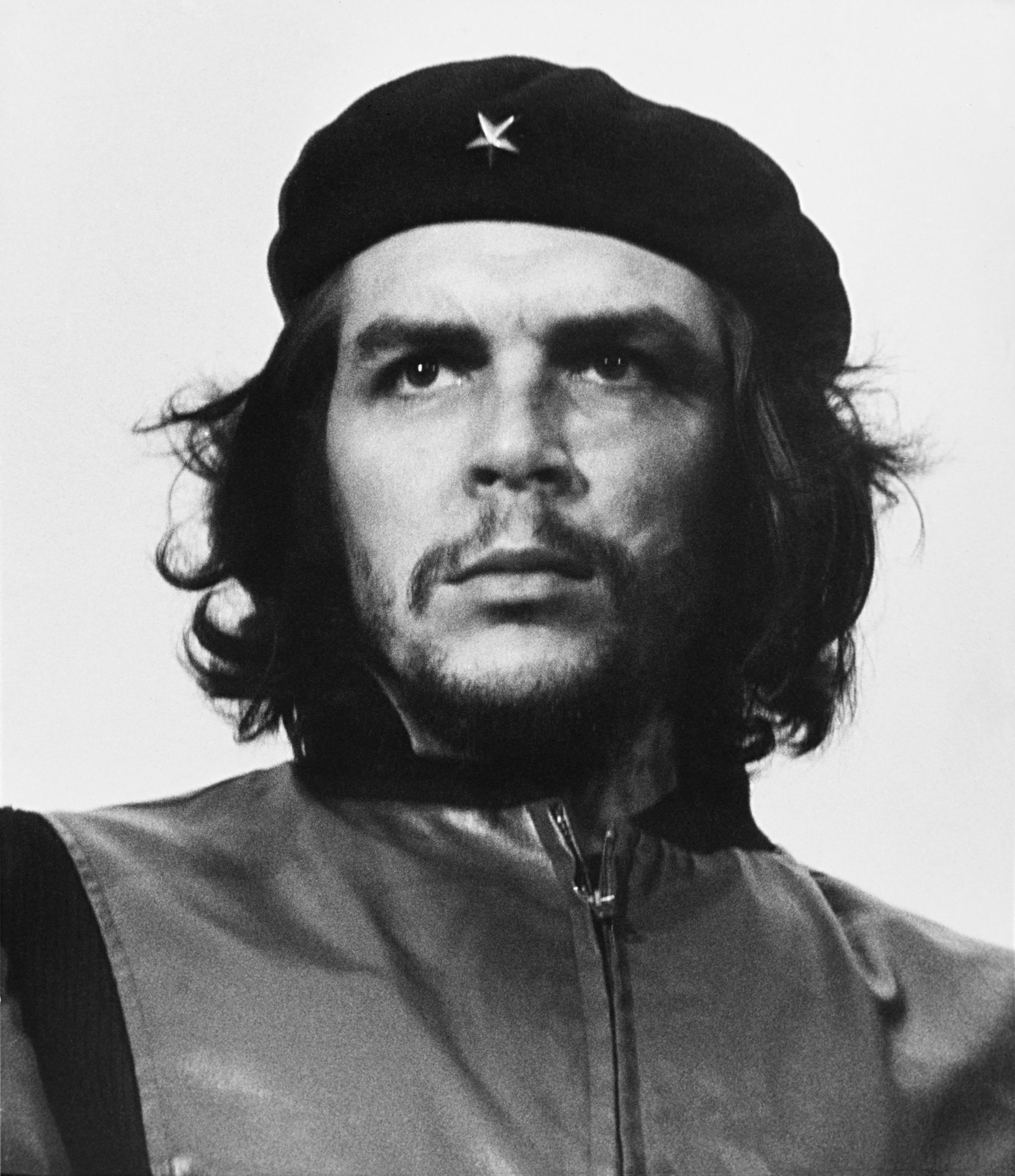
英雄游击队员切·格瓦拉是古巴革命乃至反帝国主义的标志性形象之一。 阿尔贝托·科达摄于1961年。

随后美国对该地区国家（包括民主国家）的许多干预以及对军事独裁政权的支持加深了拉丁美洲的反美主义。其中包括1964年巴西政变，1965年入侵多米尼加共和国、美国参与秃鹰行动、1973年智利政变和1976年阿根廷政变、萨尔瓦多内战中对反对派的支持、训练以及拒绝引渡被定罪的恐怖分子。美国对智利奥古斯托·皮诺切特、尼加拉瓜阿纳斯塔西奥·索摩查·德拜勒、海地弗朗索瓦·杜瓦利埃、巴西埃米利奥·加拉斯塔祖·梅迪奇、巴拉圭人等独裁者的支持和1989年之前的巴拿马人曼纽埃尔·安东尼奥·诺列加。
许多拉美人认为20世纪80年代和90年代的新自由主义改革是失败的，并加剧了对华盛顿的反对。这导致了对反美主义的支持、对该地区民众运动的支持、关键产业的国有化和政府集权的复兴。美国1996年和2004年加强对古巴的经济封锁也引起了拉丁美洲领导人的不满，促使他们利用里约集团和马德里伊比利亚美洲峰会作为会议场所，而不是美国主导的美洲国家组织。这一趋势因南美联盟和拉丁美洲及加勒比国家共同体等一系列区域政治机构的成立以及2005年第四次会议上对华盛顿发起的美洲自由贸易区的强烈反对而得到强化。
芝加哥全球事务委员会2006年进行的民意调查显示，阿根廷公众对美国在世界上的角色持相当负面的态度。2007年，26%的阿根廷人对美国人民持正面看法，57%的人持负面看法。在奥巴马执政期间，阿根廷公众对美国和美国政策的看法有所改善，截至2010年，赞成或反对的人数比例大致相等（42%比41%）。到2013年，这一比例保持稳定，38%的阿根廷人持赞成态度，40%持反对态度。
此外，美国在厄瓜多尔曼塔军事基地的特许权的延长遭到了这种扩张的支持者的大量批评、嘲笑，甚至怀疑。厄瓜多尔一名高级军官表示，2008年安第斯外交危机引发的近乎战争的事件是在美国的主持下进行的。该官员表示，“很大一部分高级军官”都“坚信美国是这次袭击的同谋”（这次袭击是哥伦比亚军方对厄瓜多尔靠近哥伦比亚边境的哥伦比亚革命武装力量营地发动的）。厄瓜多尔军方进行报复，表示该基地的10年租约已于2009年11月到期，不会续签，并且预计美国军事存在将在到期日前三个月开始缩减。
墨西哥
在1836年的得克萨斯革命中，得克萨斯省从墨西哥分裂出去。九年后，在门罗主义和昭昭天命的鼓励下，美国在其要求下吞并了得克萨斯共和国，但遭到了墨西哥的强烈反对，拒绝承认德克萨斯州的独立并开始向北美西部扩张。1846年-1848年墨西哥-美国战争导致墨西哥的反美情绪进一步激化，墨西哥在这场战争中失去了一半以上的领土。
智利作家弗朗西斯科·毕尔巴鄂在《危险的美国》(1856) 中预言，德克萨斯州和墨西哥北部被“鹰爪”夺走只是美国争夺世界统治地位的预兆。在拉丁美洲的概念中，毕尔巴鄂将巴西和巴拉圭以及墨西哥排除在外，因为“墨西哥缺乏真正的共和意识，正是因为它与美国的复杂关系。”美国的干预促使后来的拉丁美洲 墨西哥统治者波菲里奥·迪亚兹感叹道：“可怜的墨西哥，离上帝那么远，离美国那么近”。墨西哥国家干预博物馆于1981年开放，表达了墨西哥独立意识对美国的不满。
在自由主义的波菲里奥·迪亚斯统治时期，墨西哥的政策有利于外国投资，尤其是美国人，他们在农业、牧场、采矿、工业和铁路等基础设施领域寻求利润。他们在农业中的主导地位以及以牺牲墨西哥小农和土著社区为代价获得大片土地是墨西哥革命时期农民动员的一个原因。墨西哥自由党的纲领（1906年）明确呼吁采取政策反对墨西哥的外国所有权，口号是“墨西哥人的墨西哥”。革命后时期墨西哥的土地改革对这些美国土地产生了重大影响，其中许多土地被征用。
委内瑞拉

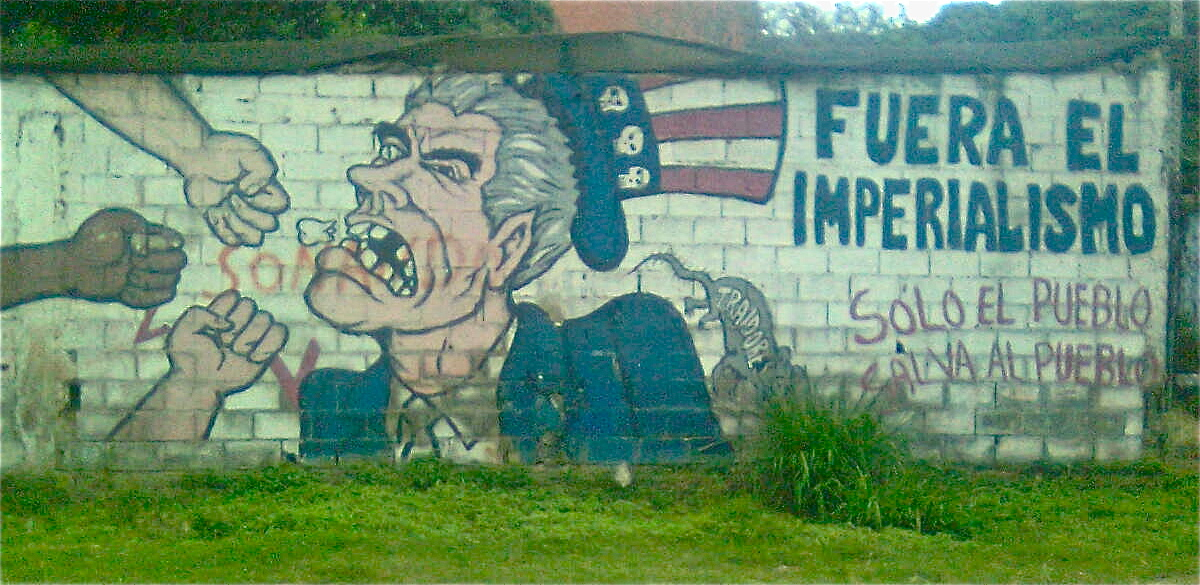
在委内瑞拉加拉加斯贫民窟的据点经常以反美政治壁画为特色

自乌戈·查韦斯政府上台以来，委内瑞拉与美国的关系明显恶化，查韦斯对美国外交政策美国的外交政策提出了严厉批评。查韦斯以其反美言论而闻名。他在联合国大会上发表讲话时表示，布什提倡“精英的虚假民主”和“炸弹民主”。查韦斯反对2003年美国领导的入侵伊拉克，并谴责北约领导的对利比亚的军事干预，称这是西方和美国控制利比亚石油的企图。
2015年，奥巴马政府签署了一项行政命令，对七名委内瑞拉官员实施有针对性的制裁，白宫认为这些官员在侵犯人权、迫害政治对手和严重公共腐败方面发挥了重要作用，并表示该国构成了“不寻常和非凡的威胁” 对美国的国家安全和外交政策。”尼古拉斯·马杜罗以多种方式回应制裁。2015年3月，他在纽约时报《纽约时报》整版广告中写了一封公开信，称委内瑞拉人是“美国人民的朋友”，并称奥巴马总统对涉嫌侵犯人权者实施定向制裁的行动是“单边和侵略性的”。美国对马杜罗政府侵犯人权的指控包括在委内瑞拉立法选举之前谋杀政治活动家路易斯·曼努埃尔·迪亚斯。
马杜罗威胁要就奥巴马政府发布的一项宣布委内瑞拉对美国安全构成威胁的行政命令起诉美国。他还计划提供1000万个签名，谴责美国宣布委内瑞拉局势“对美国国家安全构成严重威胁”的法令。并命令全国所有学校举行反美“反帝日”，活动包括“收集学生、教学、行政、维修和烹饪人员的签名”。马杜罗进一步命令国家工作人员签名抗议，一些工作人员报告说，由于拒绝签署抗议“奥巴马法令”的行政命令，许多国家工作人员被解雇。还有报道称，委内瑞拉武装部队成员及其家人被迫命令签署反对美国的法令。

#### 北美洲
加拿大

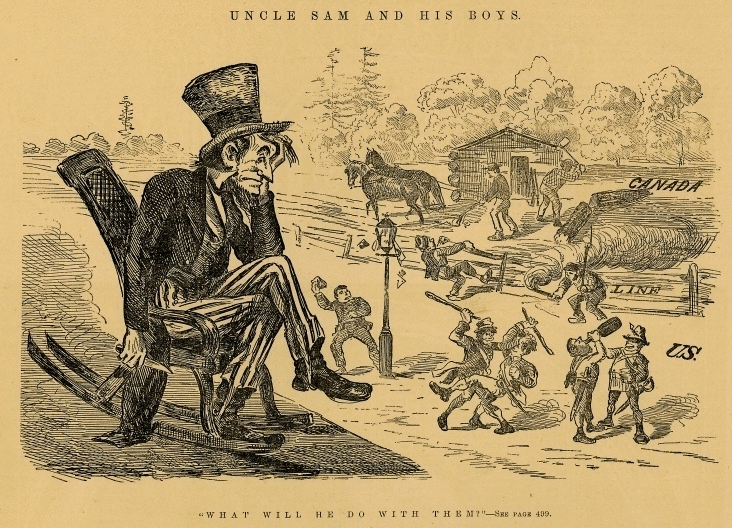
1870年的加拿大政治漫画《山姆大叔和他的孩子们》，以加拿大为背景。在此期间，加拿大的反美言论通常将美国描述为与加拿大相比无序的国家。

加拿大的反美主义有着独特的历史根源。1774年召开大陆会议时，美国向魁北克省和新斯科舍省发出了邀请。然而加拿大人对加入兴趣不大，次年大陆军入侵加拿大，但在魁北克战役中被击败。尽管美国《邦联条例》后来预先批准加拿大成为美国的一个州，但公众舆论却反对它们。很快，40,000名效忠派难民从美国抵达，其中包括2,000名黑人效忠派，其中许多人曾为王权而与美国革命者作战。对他们来说，他们留下的共和国是暴力和无政府主义的；加拿大帝国主义者一再警告美国式的共和主义和民主只不过是暴民统治。1812年战争期间，美国陆军在上加拿大发生的数次越界行为导致冲突后殖民地中出现了“对美国的深深偏见”。
20世纪初，加拿大教科书对美国的描述是负面的。主题是美国抛弃了大英帝国，美国变得无序、贪婪和自私的个人主义。到了1930年代，人们对美国的关注减少了，而更多地关注了加拿大的和平社会以及它在第一次世界大战中为文明所做的努力。但第二次世界大战中两国的密切合作开始宣传美国的正面形象。1945-1965年时期，强调友好和平的边界。教科书强调美国作为国际强国和自由捍卫者的作用，而加拿大是其有影响力的合作伙伴。
1945-65年，加拿大在外交和国防政策上达成了广泛共识。博思韦尔、德拉蒙德和英格利希指出：
这种支持在地理和种族上都非常一致，无论是从东海岸到西海岸，还是在法国人和英国人之间。从左翼的CCF到右翼的社会信用党，各政党一致认为北约是好事，共产主义是坏事，与欧洲的密切联系是可取的，英联邦体现了辉煌的过去。
然而，共识并没有持续下去。1957年，苏伊士运河危机已使加拿大与英国和法国疏远。政客不信任美国的领导力，商人质疑美国的金融投资；知识分子嘲笑所有加拿大人观看的美国电视和好莱坞电影的价值观。“公众对加拿大外交政策大事的支持陷入困境。外交政策从自由党的一个获胜问题，很快变成了一个失败问题。”除了钦佩苏联的极左派之外，反美主义也是如此，首先被一些主要历史学家采用。 1947年之后，随着冷战愈演愈烈，哈罗德·英尼斯对美国的敌意也越来越大。他一再警告说，加拿大正在成为其更强大的南方邻国的屈从殖民地。“我们确实是在为自己的生命而战，”他警告说，特别指出“美国广告的有害影响……我们只有在战略要点上采取持续行动，反对美帝国主义的所有诱人幌子，才能生存。”他的反美主义影响了一些年轻学者，包括唐纳德·克赖顿。
2008年一份被泄露的美国外交电报强调了加拿大电视节目中的反美情绪。虽然该电报指出，加拿大节目中的反美情绪并非“公共外交危机”，但“值得注意的是，这表明了这种危机”。我们在加拿大越来越多地面临阴险的负面流行成见”。

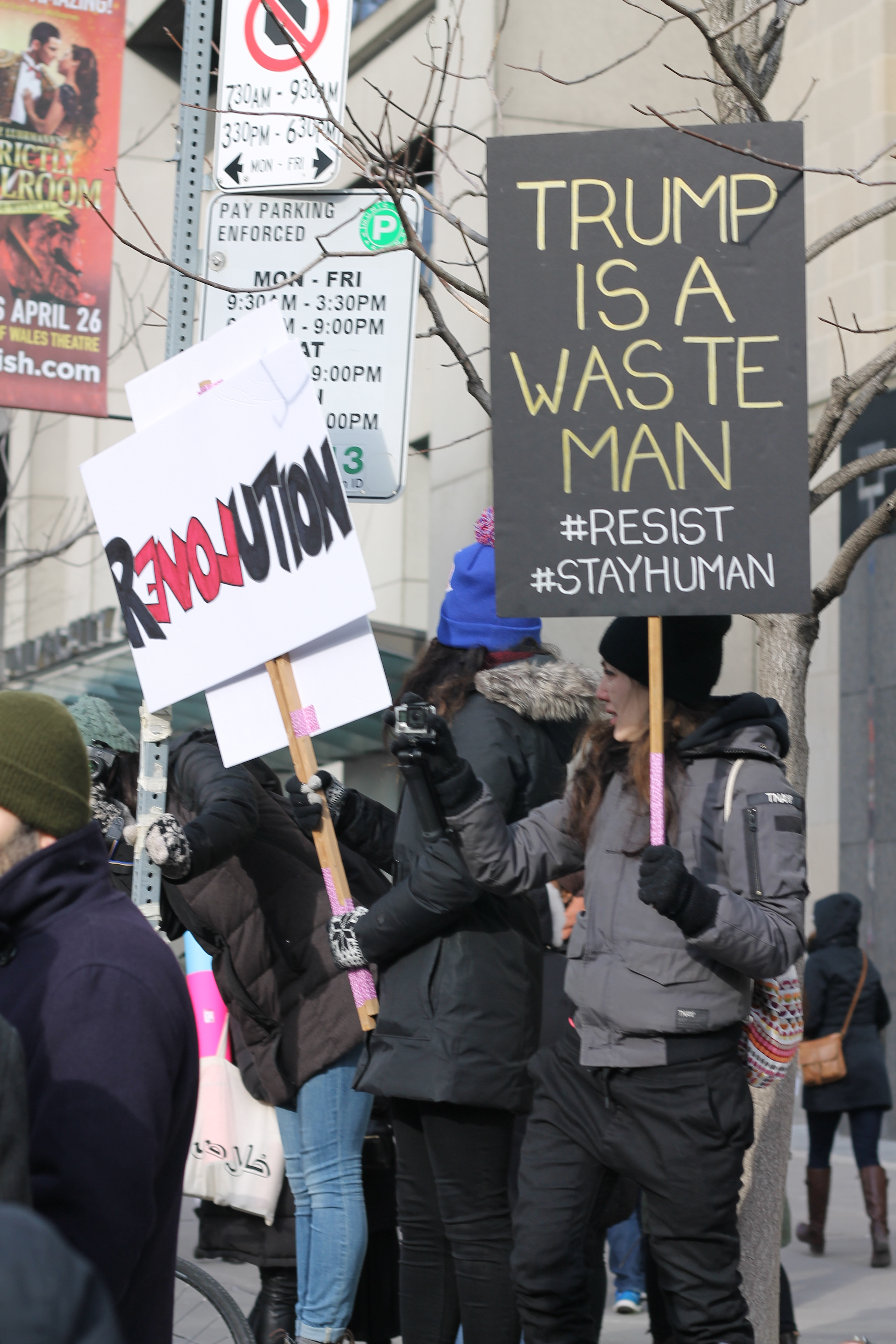
2016年2月，多伦多的一名示威者举着反特朗普标语

唐纳德·特朗普的总统任期与加拿大民众反美态度的抬头有关。2017年，皮尤研究中心调查发现，30%的加拿大人对美国人持负面看法，58%的加拿大人反对美国思想和习俗的传播。
2018年，贸易战和特朗普的煽动性言论在加拿大国内引发了强烈反弹。皮尤研究中心的一项年度调查发现，加拿大人对美国的不满情绪历史性地高涨，56%的受访加拿大人对美国持负面看法，39%的加拿大人持积极看法。媒体广泛报道了针对美国商品和旅游业的有组织的抵制活动。2018年9月Abacus Data调查发现，加拿大人最不喜欢唐纳德·特朗普的程度超过任何加拿大主要政治领导人，全国范围内只有9%的支持率和80%的反对率。
2020年1月，伊朗击落乌克兰国际航空公司752号航班，造成57名加拿大人死亡，加拿大普遍认为这是伊朗与美国关系恶化期间不必要的附带损害，总理贾斯汀·特鲁多也赞同这一观点。EKOS Research的一项民意调查发现，29%的加拿大人认为美国对此次煽动袭击负有全部责任，48%的人表示美国与伊朗共同承担责任，只有19%的人单独指责伊朗。
由于COVID-19大流行，加拿大于2020年3月21日关闭了与美国的边境，过境仅限于必要的旅行。然而，如果美国旅客声称要驾车前往美国阿拉斯加州，则可能会越过边境。到6月，有多起报道称美国人以此为虚假借口进入加拿大并留下来度假。这导致了对持有美国车牌的司机进行言语和身体攻击的事件。物理攻击通常包括损坏带有这些车牌的汽车，有时还留下威胁性的字条。其中一些袭击发生在安大略省马斯科卡湖等度假胜地；其市长表示，这些事件源于“加拿大人因美国的局势而担心从美国人那里感染COVID-19”。2020年8月，一项民意调查发现，80%的加拿大人希望边境在今年剩余时间内保持关闭。加拿大研究协会进行的另一项民意调查发现，只有34%的受访者表示信任美国人，而相反的比例为72.5%。此外，66%的加拿大人表示他们担心病例从美国传播，而19%的美国人则担心加拿大病例向南传播。
加拿大政治言论

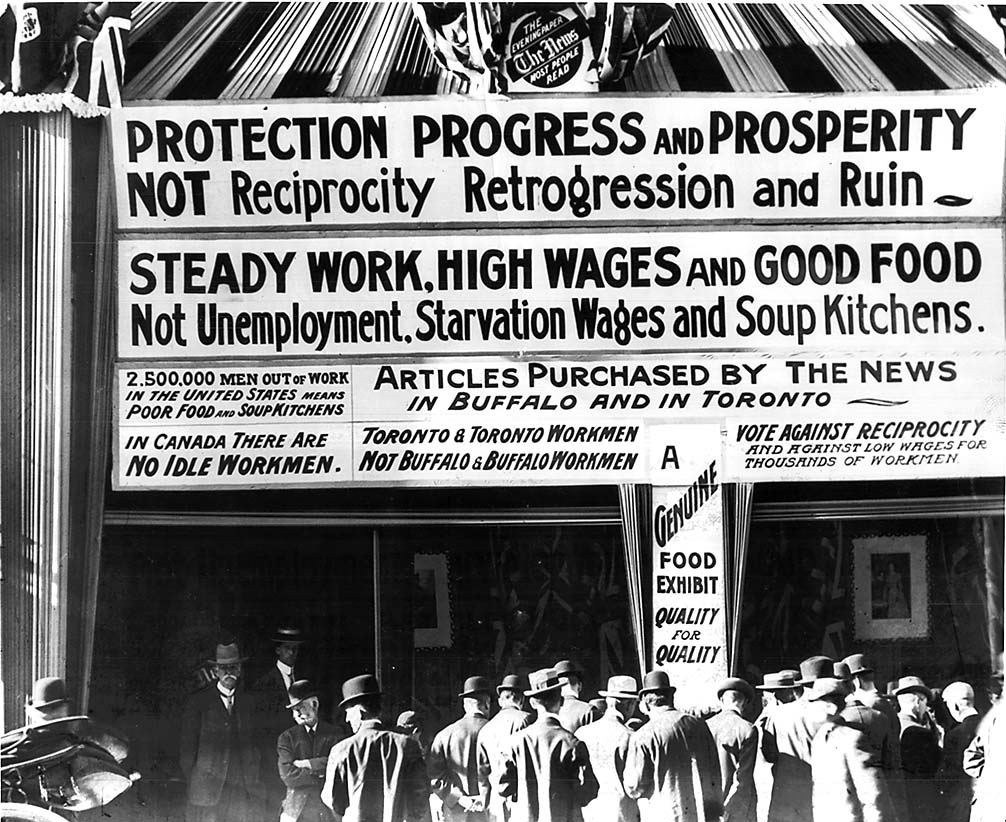
1911年多伦多一栋建筑上反对与美国自由贸易的标语

反美主义作为一种政治策略，有时被保守党用来攻击所谓的自由党对美国的亲和力，就像1911年的选举一样。加拿大首任总理约翰·A·麦克唐纳认为美国政客贪婪且具有剥削性。他坚决反对与美国的自由贸易，在他的1891年选举宣言中称其为“隐蔽的叛国”，这次选举发生在与美国存在贸易分歧期间。
因此，反美主义仍然是加拿大党派政治中的一个固定因素，正如20世纪50年代总理约翰·G·迪芬贝克等领导人所采用的那样。他的攻击得到了著名历史学家唐纳德·克赖顿的帮助，后者还写了一本关于美国接管的小说《接管》(1978)。
20世纪上半叶撰写有关美国的加拿大知识分子将美国视为世界现代化中心，并对此表示遗憾。帝国主义者解释说，加拿大人因拒绝传统、崇拜“进步”和技术以及大众文化而险些被美国征服。他们解释说，加拿大要好得多，因为它致力于政府有序和社会和谐。南方有一些国家的热心捍卫者，特别是自由主义和社会主义知识分子。
布伦登·奥康纳和马丁·格里菲斯在他们的《反美主义》一书中指出，乍一看，他们认为加拿大人似乎和其他人一样有可能接受反美特征。 奥康纳和格里菲斯包括批评美国人作为一个民族或美国作为一个国家的反美行为，经常妖魔化、诽谤和诉诸成见。他们还写道，加拿大的反美主义具有独特的品质：没有其他地方像加拿大那样根深蒂固，也没有在政治文化中如此重要。历史学家金·理查德·诺萨尔认为，低水平的减弱形式的反美主义渗透到了加拿大的政治文化中，尽管“主要是为了区分加拿大人和美国人”。尽管杰克·格拉纳斯坦认为反美主义在加拿大已经消亡，但约翰·赫德·汤普森和斯蒂芬·J·兰德尔在他们的《加拿大与美国》（2002）一书中指出，有轶事证据表明反美主义仍然蓬勃发展，并且继续滋养 加拿大人的认同感。
玛格丽特·阿特伍德是加拿大著名作家。在她的反乌托邦小说《使女的故事》（1986）中，所有可怕的事态发展都发生在波士顿附近的美国，而加拿大被描绘成逃脱的唯一希望。这反映了她作为“1960年代和1970年代加拿大反美主义先锋”的地位。批评者将吉利德（美国）视为专制政权，将受虐待的使女视为加拿大。在1987年关于加拿大和美国之间自由贸易协定的辩论中，阿特伍德公开反对该协定，并撰写了一篇反对该协定的文章。

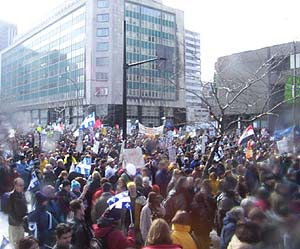
2003年3月，蒙特利尔反对伊拉克战争的抗议者

加拿大自由派总理克雷蒂安反对伊拉克战争，并拒绝允许加拿大参与伊拉克战争。2003年的一项民意调查发现，71%的加拿大人支持这一决定，27%的人反对。保守党总理斯蒂芬·哈珀在2006年当选时最初支持伊拉克战争，但到2008年，他改变了主意，并表示战争是“一个错误”。
据《亚利桑那每日太阳报》报道，大多数加拿大人“非常不喜欢”美国总统乔治·W·布什。2004年的一项民意调查发现，在2004年总统选举中，超过三分之二的加拿大人支持民主党人约翰·克里，而不是布什，其中布什在加拿大支持率最低的是魁北克省，那里只有11%的人支持他。加拿大公众对巴拉克·奥巴马的看法更为积极。2012年的一项民意调查发现，“如果可以的话”，65%的加拿大人会在2012年总统选举中投票支持奥巴马，而只有9%的加拿大人会投票支持他的共和党对手米特·罗姆尼。同一项研究发现，61%的加拿大人认为奥巴马政府对美国“有利”，而只有12%的人认为它“不好”。研究还发现，加拿大三大政党的大多数成员都支持奥巴马，奥巴马2012年在加拿大的支持率比2008年略高。《环球邮报》的约翰·伊比森在2012年表示，加拿大人普遍认为，支持民主党总统而不是共和党候选人，理由是理查德·尼克松总统在加拿大“从来不受欢迎”，而且加拿大人普遍不赞成布莱恩·马尔罗尼总理与罗纳德·里根总统的友谊。
COVID-19大流行期间，美国总统唐纳德·特朗普曾短暂阻止向加拿大出口N-95口罩。这引发了许多省级政界人士的报复性言论。安大略省省长道格·福特将其比作让一名家庭成员挨饿而另一名家庭成员却大饱口福。艾伯塔省省长贾森·肯尼将口罩出口禁令与美国在二战中不愿加入反法西斯主义的斗争进行了比较。

### 大洋洲

#### 澳大利亚
澳大利亚反基地运动联盟在20世纪60年代于美国在澳大利亚建立基地以来多年来发展起来的游说和抗议的基础上成立的。它是由核裁军人民组织的新南威尔士州分部创立的。1974年，数百人从澳大利亚各地前往西北角抗议并占领该基地。据称，澳大利亚学校教师中存在反美主义，这遭到了财长彼得·科斯特洛等保守派政客的谴责，他批评了澳大利亚学校的教学历史。
据《月刊》杂志发表的一篇文章称，澳大利亚人一边喝着啤酒，一边嘀咕着乔治·W·布什的故事，对咖啡店里的新保守主义感到绝望，感叹所谓“丑陋的美国”活动。根据同一篇文章，二十多年前放弃澳大利亚公民身份的美国人鲁珀特·默多克在2006年11月访问澳大利亚期间表示，“他担心‘令人遗憾的’反美情绪美国杂志《读者文摘》对1000名澳大利亚人进行的一项民意调查显示，15%的澳大利亚人称自己是“反美”。另外67%的人对美国持中立看法，17%的人表示他们“亲美”。调查中，71%的澳大利亚人表示他们不想住在美国。2012年的另一项民意调查显示，30%的澳大利亚受访者对美国游客持负面看法。皮尤研究中心2016年的一项民意调查还显示，69%的澳大利亚受访者将美国人与傲慢联系在一起，68%将美国人与暴力联系在一起，这一比例略高于大多数接受调查的国家。

## 外交

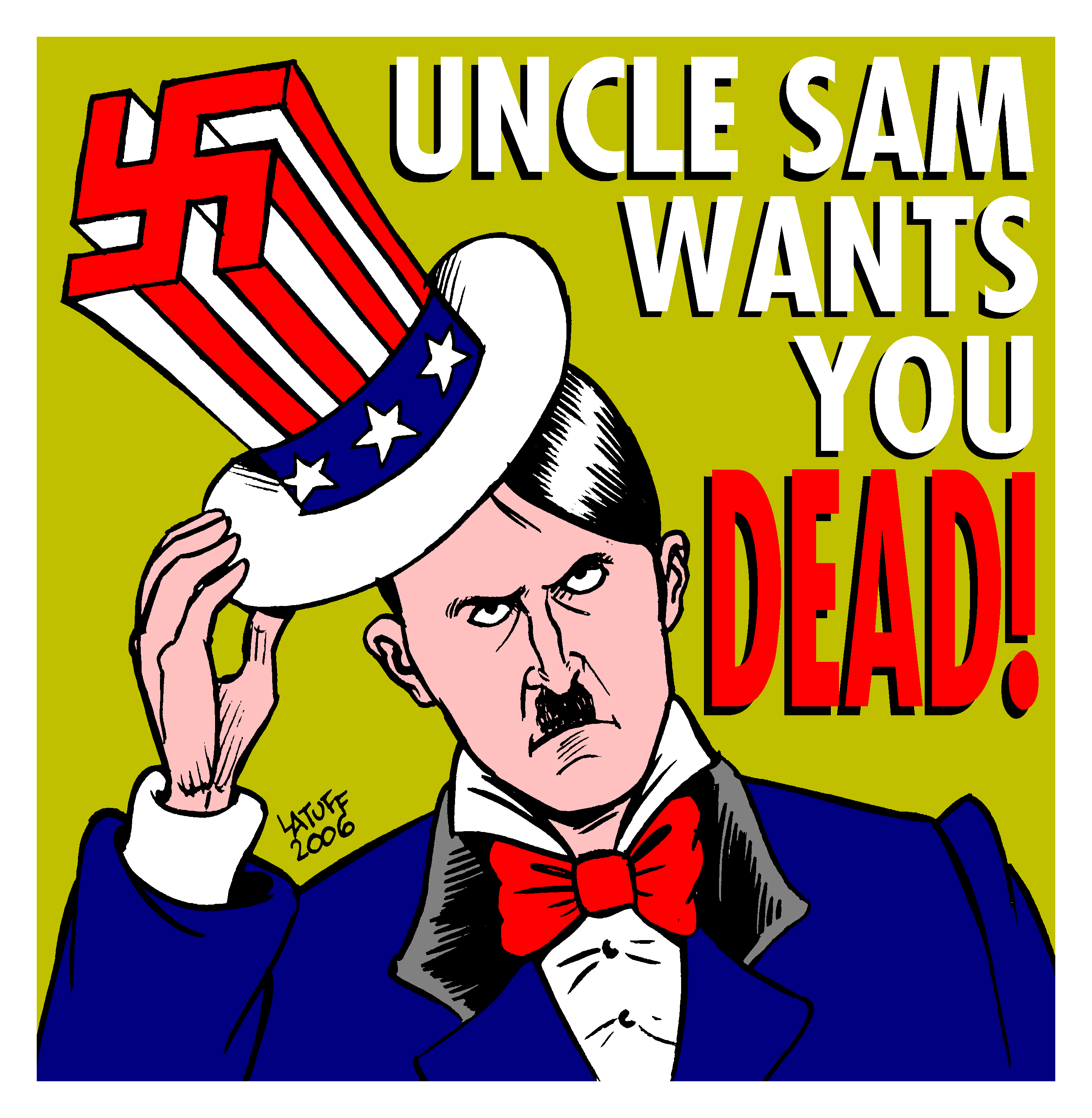
漫画“山姆大叔要你命（Uncle Sam wants you DEAD）”

如今的反美主义最主要的一个原因可能是美国的外交政策。
在美国成为全球最强大的国家之前或之后，美国曾多次干涉或反对过一些政府和国家，有时候还会因其需要而改变对某一国家或政府的立场，特別是冷战时期支援一些反民主的右翼军政权。这种作为世界的拯救者的思想一直可以追溯到美国的门罗主义。美国经常支持一个“比較不專制獨裁”的独裁政权对付另一个“更专制獨裁”的独裁政权，以維持自身利益。

### 冷战前
抗日战争时期，汪精卫政权成立中华民族反英美协会，组织反美活动。

### 冷战时期
冷战时期，美国在拉丁美洲过去大力支持右翼独裁政权、军事政变以及暴力政變的行为，推翻的對象包括了一部分民主國家在內（美國否定其民主性），如支援智利、巴西和阿根廷的右翼军政权，甚至还多次为了“他们自己的利益”而干涉这些拉美国家政治，为的是阻止共产主义在美洲的蔓延，禁止毒品交易或者美国自身的利益。比如支持伊拉克对抗伊朗、支持阿富汗对抗苏联、支持南越对抗北越、支持韩国对抗朝鲜、支持智利皮诺切特政变推翻实行社会主义的前总统萨尔瓦多·阿连德、支持中华民国（台湾）对抗中华人民共和国等等，这些也引起了一些争议。 
美国中央情报局在1973年为智利皮诺切特的军事政变（推翻实行社会主义的前总统萨尔瓦多·阿连德）提供过很多的协助。由于皮诺切特的一些官员是中情局的线民，所以在反对皮诺切特的左翼及民主派分子中引起了反美情绪，惟皮诺切特下台後的文人政府仍維持親美的外交。
美国曾经支持过尼加拉瓜的一个试图推翻桑地诺民族解放阵线左翼独裁政府的游击组织康特拉。这次事件激起了部分尼加拉瓜人的不满情绪。美国官方以及很多美国人的观点是，美国对拉丁美洲国家的影响是非常必要的措施来阻止共产主义的蔓延。其他美国人，特别是部分自由派人士，则会辩称美国的主要利益是在经济上的，因此推论说美国会采取任何手段去帮助被推翻的虚假的民选政府，全部是间接选举或在“没有新闻自由和言论自由的情况下进行的选举”的政府來派出死亡小组进行大规模谋杀行动，来确保美国企业在这些地区的利益。
1989年，英國約克郡電視臺製作了紀錄片《美萊村的四小時》，採訪當年越南和美國的目擊者，揭露了美萊村屠殺的新證據。

### 冷战後
冷战後的美國成為唯一的超級大國，以“世界警察”自居，对外国政府的干预引起很多民眾对美国的反感情绪。常被引用的例子就是美国曾经在两伊战争期间支持过伊拉克总统薩達姆·海珊（苏联支持伊朗）。而美国总统乔治·W·布什在反恐战争中曾使用的词“crusade”（十字军东征）也激起很多穆斯林的不满。
美国对以色列的坚定支持是反美主义情绪的根源，特别是在穆斯林世界。在美國國內，猶太人具有各方面的影響力，也連帶影響美國的中東政策，因此美国在阿以冲突中的角色往往被看成是不公平并且偏袒以色列。例如，美国对巴勒斯坦哈馬斯恐怖分子袭击以色列平民的事件很快便作出反应，但却常常对以色列军队攻击巴勒斯坦平民的事件视而不见，并拒绝谴责以色列。这个问题在穆斯林世界中引起了极大愤慨以及对美国的反感情绪，因为他们认为美国人是在协助“霸道”的以色列人欺压穆斯林。在阿拉伯世界也有人认为美国之所以帮助以色列是因为美国人根深蒂固的歧视阿拉伯人的想法。此外，美国大力支持一些在中东并不受欢迎，並在国內推行高壓統治的親美独裁政权，例如埃及、阿联酋、沙特阿拉伯和约旦。这与美国支持民主自由的价值背道而馳。2012年9月11日，批評伊斯兰教的电影《穆斯林的无知》播出後，美国驻班加西领事馆遭到来自原利比亚反对派的武装团伙袭击，美国大使克里斯多夫·史蒂文斯及其他三名使馆人员死亡。这是美国外交机构近三十年来遭到的最严重的破坏。
| 国别           | 正面 | 负面 | 中立 | 正负面差 |
| -------------- | ---- | ---- | ---- | -------- |
| 巴基斯坦       | 16％ | 61％ | 23％ | -45％    |
| 俄羅斯         | 21％ | 55％ | 24％ | -34%     |
| 中华人民共和国 | 33％ | 61％ | 6％  | -28%     |
| 印度尼西亞     | 36％ | 47％ | 17％ | -11%     |
| 阿根廷         | 29％ | 39％ | 32％ | -10%     |
| 墨西哥         | 35％ | 41％ | 24％ | -6%      |
| 西班牙         | 39％ | 44％ | 17％ | -5%      |
| 土耳其         | 36％ | 36％ | 28％ | 0％      |
|                | 46％ | 44％ | 10％ | 2%       |
| 加拿大         | 52％ | 43％ | 5％  | 9%       |
| 法國           | 51％ | 41％ | 8％  | 10％     |
| 英国           | 52％ | 42％ | 6％  | 10％     |
| 印度           | 42％ | 29％ | 29％ | 13％     |
| 巴西           | 51％ | 38％ | 11％ | 13％     |
| 秘魯           | 48％ | 29％ | 23％ | 19％     |
| 日本           | 37％ | 8％  | 55％ | 29％     |
|                | 58％ | 28％ | 14％ | 30％     |
| 奈及利亞       | 59％ | 29％ | 12％ | 30％     |
|                | 55％ | 24％ | 21％ | 31％     |
| 德国           | 57％ | 21％ | 22％ | 36%      |
| 美国           | 71％ | 25％ | 4％  | 46％     |
| 以色列         | 60％ | 15％ | 25％ | 45％     |
|                | 69％ | 19％ | 12％ | 50％     |

美国对待以及利用诸如联合国之类的国际组织，往往被其他国家视为是伪善的，只为自己的利益着想。有批评指出，美国拒绝国际法庭所做出的不利美国的判决，一方面却一直要求国际法庭审判国外（而不包括美国国内）的战争罪犯，或者要求联合国针对某一国施行制裁。美国在联合国的否决权被多次用来阻止一些谴责以色列的提案，也因此激怒了部分阿拉伯国家以及其他在阿以冲突问题上支持阿拉伯国家的人。
一些国家，例如法国，也因美国冷战后在联合国安理会使用了比其他任何国家都多的否决权，却将其他国家使用否决权视为对自己的冒犯的行为而感到不满。他们对外宣称，作为美国的盟友并不意味着盲目地支持任何美国所提出的建议。
在美国给予中国贸易最惠国待遇的同时，却对古巴继续实行禁运至2015年，这在有些人看来是十分伪善的且极具复仇意味。1996年的《赫尔姆斯-伯顿法》（Helms-Burton Act，又称《古巴自由与民主声援法》）允许美国公民以及企业控告任何与古巴进行贸易往来的外国人士，以此达到强迫所有国家都对古巴进行禁运的目的。美国的自由派人士将该法视为是对他国主权的践踏以及对世界贸易组织规章的破坏。虽然克林顿总统否决了法案的中心内容，小布什总统却继续执行遭否决部分的条款，该法案的存在引起了部分人的不满。
美国政府每年都会评估他国是否在对抗毒品的战争中合作，那些不合作的国家就会在经济上或外交上遭制裁。这项制裁被一些不配合的国家，特别是墨西哥视为冒犯。
很多较小及较贫穷的并且不拥有核武的国家将美国试图禁止核武器扩散的行为视为是保持其军事优势的手段。美国和大多数西方国家则认为，防止核武的扩散对很多冲突地区而言是十分有益的，而忽視了核武可能保障常規軍力較弱的國家（如重判把美國核武技術資料帶給以色列的美國國內猶太人）。
美国五角大楼在2003年5月宣布在防止恐怖活动的同时，宣布将保障美国公民的民权自由。
由於中華人民共和國將台灣問題視作內政問題，故对美国給予台灣軍事協助感到不满。而且，美国对中華民國的军售以及其在西藏問題和新疆問題上的立场常激怒中華人民共和國，美国对中華人民共和國人权状况的指责常引起中华人民共和国政府的强烈不满。在另一方面，台灣及日本卻認為美國太放任中華人民共和國，同時美國也違背了與中華人民共和國關於“一個中國”的協定。
1993年－2001年，由於連續發生了银河号事件、台海危机、五八事件（网络上谓之“三大恨”）和中美撞机事件，中國大陸民衆反美情绪高漲，以至于911事件发生后，中国民间普遍视之为“报应”。
1998年2月3日，一架載著4名美國軍人的美軍戰機從義大利東北部阿維亞諾空軍基地起飛，執行一項飛行訓練任務。此機在進入多洛米蒂山脉，穿過費恩梅山谷時，飛行員故意從距地面高度不足80米的切爾米斯山纜車道的纜繩下穿行，造成纜繩被拉斷，導致20名滑雪遊客死亡。此事及之後的一審無罪判決在義大利境內引發了反美遊行抗議。此前，美軍飛機經常無視法規進行超低空飛行，引發當地百姓的反感。

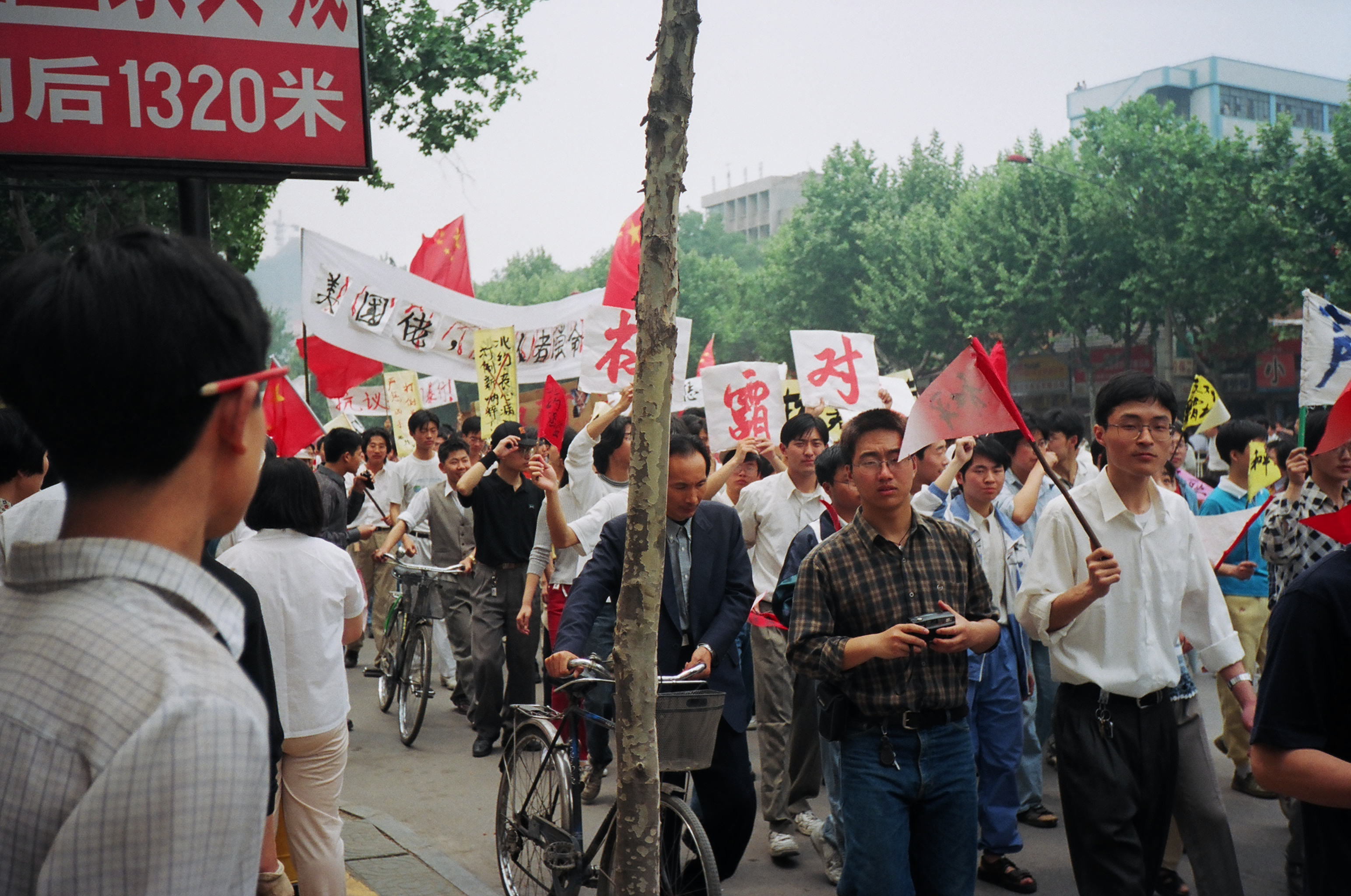
1999年在中国大陆南京的反美游行

1995年9月4日，三名駐日本沖繩美軍士兵輪姦了一名12歲的日本女學生，此事在日本掀起軒然大波，各種群眾抗議集會和遊行接連不斷，並從沖繩發展到全國。2001年－2012年间，沖繩又相繼發生数起美軍士兵強姦當地婦女案，并多次引发當地民眾抗议，要求美軍撤出沖繩並嚴懲罪犯。

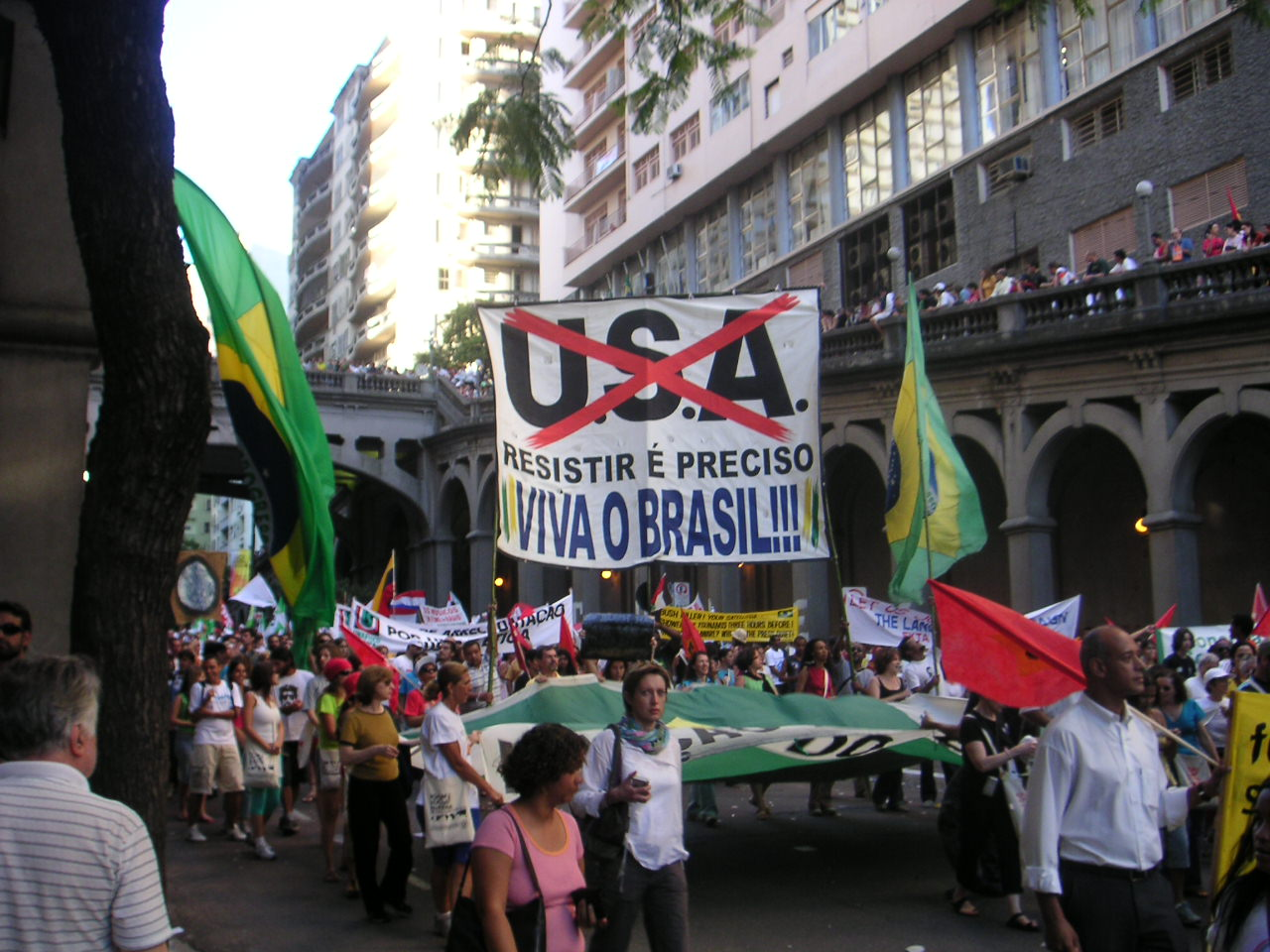
2005年在巴西街頭舉行的反美示威抗議

2010年4月25日，近10萬人在日本沖繩島南部集會，要求普天間基地撤出沖繩島。
2012年12月，朴載相在赴美演出《江南style》之前，被美國媒體曝出過去的反美歷史，2002年6月13日，驻韩美军装甲车在公路上碾死了两名女学生，这场事故在韩国国内造成大规模的反美浪潮。韓國歌星朴载相當年也參加了一次大型反美演出，并在舞臺上砸毀了一件美軍坦克模型。2004年，美军虐待伊拉克战俘事件曝光，引發各国政府、新闻媒体和各地人权组织的譴責。朴载相又參加了一次反美演出，并演唱了一首名為《親愛的美國人》的反美軍歌曲。在禁入境威脅下，他祇得于12月7日發表聲明，爲之前的兩次反美行爲表示歉意。
2010年至2013年，維基解密泄露了大量美國機密文件，還公佈了由美軍跨性別士兵切尔西·曼宁提供的美軍2007年4月12日在伊拉克巴格達、2009年5月4日在阿富汗法拉省格拉奈村屠殺平民的錄像，這些資料在全球掀起了反美輿論風暴。
2013年，前中情局僱員爱德华·斯诺登逃出美國後，向全世界曝光了絕密的稜鏡計劃，使得全球民衆和政要對美國政府的信任度大幅下降。
2014年3月，中國昆明發生暴力恐怖事件後，美國駐華大使館因外交辭令不當，引起中国大陆网友的批评与争议。
習近平成為中國領導人後，在處理國際關係上採取更加進取的手段，視美國為中國的頭號敵人，甚至發起「戰狼外交」，中美關係演變成新冷戰，中國反西方情緒也不斷升溫，美國成為中國官方和民間主要的批評對象。2018年，中國和美國之間發生中美貿易戰和因制裁華為而導致的“科技冷戰”，讓中美關係急速惡化。而當香港於2019年6月爆发反對逃犯條例修訂運動後，美國強烈指責香港警察向示威者使用過份武力並讚揚示威者的抗爭運動，使中國政府、中國大陸民間、香港建制派以及其支持者對美國的不滿情緒上升。而在2020年1月21日，美國開始爆發2019冠狀病毒病疫情後，美國因防疫失敗而導致的疫情失控，出現了很多針對於亞裔美國人和海外華人的種族歧視事件，致使中美關係徹底降到“冰點”。2020年2月3日，《華爾街日報》在2019冠狀病毒病疫情期間發表言論“中國是真正的亞洲病夫（China Is a Sick Man of Asia）”被中華人民共和國外交部認為是種族歧視言論。而3月18日川普在Twitter上美國指控中國散播疫情，還把COVID-19稱之為“中國病毒”的言論已經引起中國政府和民间的多番不滿。到了2020年5月23日，中國因应香港反對逃犯條例修訂運動而設立《港區國安法》，引起美國等多個與美國為盟友的國家不滿。。
2021年1月26日，美国新任总统乔·拜登签署了关于种族平等的备忘录，内容主要是围绕种族平等的一系列行政措施。主要针对打击美国国内对亞裔美國人的歧视和仇外心理，特别是2019冠狀病毒病疫情期间，亚太裔遭遇的偏见和不平等待遇。其中包括禁用“中国病毒”、“功夫流感”等带有种族歧视性的词汇。
2023年5月13日，伊朗最高领袖代表穆斯塔法·马哈米称塔利班是华盛顿的傀儡集团，伊朗必须对塔利班使用所有压力工具来实现其目标。

## 对非正规军的资金支援
| 國別           | 正面 | 負面 | 中立 | 與2014年相比 |
| -------------- | ---- | ---- | ---- | ------------ |
| 菲律賓         | 92%  | 7%   | 1%   | ━ 92%        |
|                | 89%  | 6%   | 5%   | ▲ 77%        |
|                | 84%  | 14%  | 2%   | ▲ 82%        |
|                | 84%  | 10%  | 6%   | ▲ 80%        |
| 美国           | 83%  | 15%  | 2%   | ▲ 82%        |
| 義大利         | 83%  | 14%  | 3%   | ▲ 78%        |
| 以色列         | 81%  | 18%  | 1%   | ▼ 84%        |
| 衣索比亞       | 81%  | 6%   | 13%  | 無數據       |
| 塞内加尔       | 80%  | 8%   | 12%  | ▲ 74%        |
| 布吉納法索     | 79%  | 7%   | 14%  | 無數據       |
| 越南           | 78%  | 13%  | 9%   | ▲ 76%        |
| 坦桑尼亚       | 78%  | 10   | 12%  | ▲ 75%        |
| 乌干达         | 76%  | 15%  | 9%   | ▲ 62%        |
| 奈及利亞       | 76%  | 12%  | 12%  | ▲ 69%        |
| 南非           | 74%  | 16%  | 10%  | ▲ 74%        |
| 波蘭           | 74%  | 14%  | 12%  | ▲ 73%        |
| 法國           | 73%  | 27%  | 0%   | ▼ 75%        |
| 巴西           | 73%  | 23%  | 4%   | ▲ 65%        |
| 秘魯           | 70%  | 18%  | 12%  | ▲ 65%        |
| 印度           | 38%  | 40%  | 22%  | ▲ 55%        |
| 乌克兰         | 69%  | 22%  | 9%   | ▲ 68%        |
| 日本           | 68%  | 29%  | 3%   | ▲ 66%        |
| 智利           | 68%  | 27%  | 5%   | ▼ 72%        |
| 加拿大         | 68%  | 26%  | 6%   | 無數據       |
| 墨西哥         | 66%  | 29%  | 5%   | ▲ 63%        |
| 英国           | 65%  | 24%  | 11%  | ▼ 66%        |
| 西班牙         | 65%  | 27%  | 8%   | ▲ 60%        |
|                | 63%  | 28%  | 9%   | 無數據       |
| 印度尼西亞     | 62%  | 26%  | 12%  | ▲ 59%        |
| 马来西亚       | 54%  | 41%  | 5%   | ▲ 51%        |
| 委內瑞拉       | 51%  | 41%  | 8%   | ▼ 62%        |
| 德国           | 50%  | 45%  | 5%   | ▼ 51%        |
| 中华人民共和国 | 49%  | 40%  | 5%   | ▼ 50%        |
| 阿根廷         | 43%  | 43%  | 14%  | ▲ 36%        |
| 黎巴嫩         | 39%  | 60%  | 1%   | ▼ 41%        |
| 土耳其         | 29%  | 58%  | 13%  | ▲ 19%        |
| 巴勒斯坦       | 26%  | 70%  | 4%   | ▼ 30%        |
| 巴基斯坦       | 22%  | 62%  | 16%  | ▲ 14%        |
| 俄羅斯         | 15%  | 81%  | 4%   | ▼ 23%        |
| 约旦           | 14%  | 83%  | 3%   | ▲ 12%        |

美国一直以来就有资金支援非正规军的历史。赞助者以及他们的盟友们将这些非正规军称为自由战士，但是受害者以及他们的盟友则将这群人称为恐怖份子。这种资金的支持可能来自美国政府，个人或者两者兼有之。
长久以来有传言说美国向哥伦比亚的右翼武装份子贩卖武器以及提供训练的消息。哥伦比亚的左翼份子控制了该国的部分地区，并被美国指称侵犯人权。
甚至连美国的盟友英国也成为类似行动的目标：美国长期以来一直支持爱尔兰统一的临时共和军以及正规的爱尔兰共和军。这些组织的资金一般来自爱尔兰裔美国人，他们一直对北爱尔兰问题采取一种爱国主义的态度。